# Vlissingen
| Gemeentegrenzen Wijkgrenzen Buurtgrenzen Autosnelweg Secundaire weg Spoorweg |  |  | ██ Geselecteerde gemeente ██ Bebouwd gebied ██ Bos of park ██ Binnenwater, rivier of kanaal |

Vlissingen en omgeving (2009)

Vlissingen (uitspraakⓘ) (Zeeuws: Vlissienge, Engels: Flushing) is een stad en gemeente in de Nederlandse provincie Zeeland, gelegen aan de noordzijde van de monding van de Westerschelde op het schiereiland Walcheren. Vlissingen is de op één na grootste stad van de provincie Zeeland. De gehele gemeente Vlissingen heeft 45.389 inwoners (22 november 2024, bron: CBS) en een oppervlakte van 344,98 km², waarvan 310,84 km² water. Middelburg is de grootste gemeente op Walcheren met 50.004 inwoners. Veere is de kleinste met 22.067 inwoners. 
Tot de gemeente Vlissingen behoren ook de plaatsen Oost-Souburg (10.500 inwoners), West-Souburg (1960 inwoners) en Ritthem (500 inwoners); het aan Vlissingen vastgegroeide West-Souburg wordt abusievelijk ook wel als wijk van de stad Vlissingen gezien.
De gemeenten Middelburg en Vlissingen vormen samen een samenhangend stedelijk gebied (soms aangeduid als "de kernstad van Zeeland") met meer dan 95.000 inwoners.
De eerste vermelding van Vlissingen was in 1247.

## Geschiedenis
Aan het begin van de Tachtigjarige Oorlog was de stad in Spaanse handen. Vlissingen was op 6 april 1572 de tweede stad (na Den Briel) die zich van de Spanjaarden bevrijdde. In tegenstelling tot Den Briel werd Vlissingen niet door de geuzen maar door zijn eigen inwoners bevrijd. In 1585 werd Vlissingen Engels bezit: koningin Elizabeth verkreeg het in onderpand, samen met Oostende, Brielle en Fort Rammekens, in ruil voor militaire en financiële hulp in de strijd tegen Spanje. Dit in het kader van het Verdrag van Nonsuch. In 1616 kwamen deze gebieden terug bij de Republiek der Zeven Verenigde Nederlanden. Vlissingen is onder Napoleon Bonaparte, voordat hij heel Nederland inlijfde, ook een tijd in Franse handen geweest door het Verdrag van Fontainebleau. De stad hoorde in die tijd dus niet tot het Koninkrijk Holland, zoals een groot deel van de rest van het huidige Nederland wel deed, maar werd onderdeel van het arrondissement Eeklo in het Scheldedepartement. Vlissingen werd zwaar getroffen tijdens de watersnood van 1808.
In de jaren 30 van de 20e eeuw wilde burgemeester C.A. van Woelderen de economie van de stad vergroten op basis van de drie pijlers toerisme, haven en industrie. Om het toerisme te stimuleren was er in de jaren twintig reeds een vliegveld aangelegd in het noorden van Vlissingen. De havens van de stad werden vergroot en Vlissingen werd als badplaats gepromoot. Hiervoor werd een badstrand en een wandelpier opgericht.
In de Tweede Wereldoorlog is de pier op last van de Duitse bezetters alweer afgebroken, om een landing van de geallieerden te voorkomen. In oktober 1944 kwam Vlissingen onder water te staan door de Inundatie van Walcheren. In dit plan van de geallieerden bombardeerden zij verschillende dijken en liep het grootste deel van Walcheren onder water. De Duitse stellingen verzwakten en de geallieerden kregen beter toegang tot de Schelde en de haven van Antwerpen.
Scheepvaart en scheepsbouw zijn altijd van grote betekenis geweest voor Vlissingen. In de loop der jaren is scheepswerf Koninklijke Maatschappij De Schelde steeds verder gegroeid en zodoende is een deel van de historische binnenstad van Vlissingen gesloopt ten gunste van grote fabriekshallen. Toen De Schelde na 120 jaar de binnenstad verliet en zich in het nieuwe havengebied Vlissingen-Oost vestigde, bleef een groot gat middenin de stad over. Dit gebied is door de gemeente opgekocht om daar nieuwbouwwijk het Scheldekwartier te bouwen. Door de kredietcrisis werd dit project een groot hoofdpijndossier. Vlissingen vroeg de artikel 12-status eind 2014 aan, toen duidelijk was dat de schuld van ruim 230 miljoen euro onoplosbaar was. In 2016 werd deze status verleend. Vlissingen krabbelt met de ontwikkeling van het Scheldekwartier uit het financiële dal.

## Naamgeving
Er zijn verschillende verhalen over de herkomst van de naam Vlissingen. Zo gaat er het verhaal dat Sint-Willibrord in de 7e eeuw in Vlissingen aankwam met een fles. Hij deelde de inhoud van deze fles met bedelaars en probeerde ze te bekeren. Er gebeurde een wonder, waardoor de inhoud van de fles niet afnam. Toen de bisschop merkte dat de bedelaars niet naar zijn woorden wilde luisteren gaf hij hun de fles en noemde de plaats Flessinghe.
Een andere bron stelt dat de naam van een oud veerhuis komt, waaraan bij wijze van bijgeloof een fles vastgemaakt was. De monnik Jacob van Dreischor, die de plaats in 967 bezocht noemde het veerhuis toen: het veer aan de flesse. Omdat veel plaatsen in die tijd het achtervoegsel -inge kregen, verbasterde de naam later naar Vles-inge.
Vlissingen kreeg in 1315 stadsrechten.
Buitenlandse benamingen voor Vlissingen zijn:
- Flushing (Engels)
- Flesinga (Spaans)
- Flessinga (Italiaans)
- Flessingue (Portugees)
- Flessingue (Frans)
- Flisingena (Lets)
- Fúlìxīnēn 弗利辛恩 (Chinees)
- Vurishingen ヴリシンゲン Japans)

Op oude kaarten wordt de naam van de stad ook wel gespeld als: Vlißingen, of in 16-eeuwse boeken als Vliſſingen en Vlisſingen

### Vernoemingen
Kapen:
- Kaap Flissingski, het oostelijkste punt van Europa.

Plaatsen en wijken:
- Nieuw-Vlissingen, Nieuw Walcheren (thans Scarborough)
- Flushing (Cornwall)
- Flushing (Michigan) (vernoemd naar Flushing Queens)
- Flushing (Ohio)
- Flushing (Queens, New York)
- Vlissingen Noord
- Vlissingen Suid

Wateren:
- Flushing River (Flushing Creek), Queens, New York
- Flushing Bay, Queens, New York

Er zijn ook veel straten naar Vlissingen genoemd, niet alleen in Nederland (bijv. in Almere Stad), maar ook in Brussel (Vlissingenstraat/Rue de Flessingue) en Willemstad (Curaçao) (Vlissingenstraat in de wijk Steenrijk).

## Stadsindeling

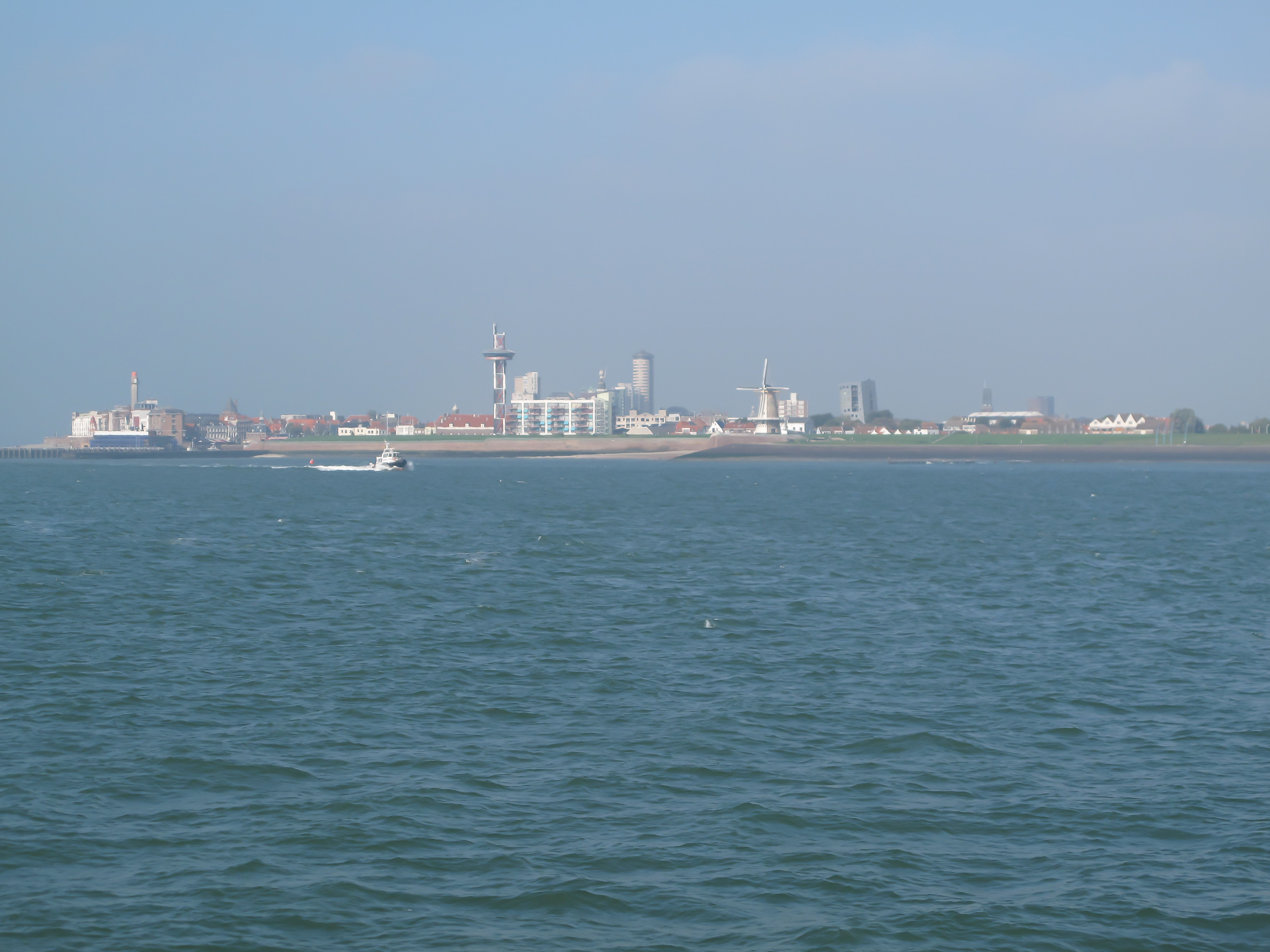
Vlissingen vanaf de Westerschelde

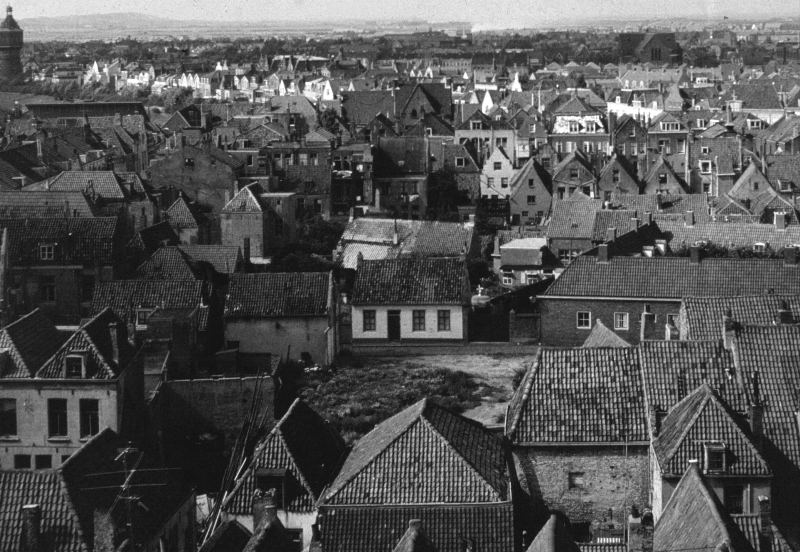
Noordstraat, Lange en Korte Zelke voor sloop

### Wijken
- Oost-Souburg (10.145 inwoners) / Inwonertallen 01-01-2021
- Middengebied (10.640 inwoners)
- Groot-Lammerenburg (9765 inwoners)
- Vlissingen-Centrum (7810 inwoners)
- Paauwenburg-Westduin (5335 inwoners)
- Ritthem-Buitengebied (545 inwoners)
- Vlissingen-Stadshaven (105 inwoners)
- Vlissingen-Oost (0 inwoners)

### Buurten
- Bloemenbuurt (Middengebied)
- Bossenburgh (Groot-Lammerenburg)
- Boulevards (Vlissingen-Centrum)
- Centrum West (Vlissingen-Centrum)
- Centrum Oost (Vlissingen-Centrum)
- Citadel (Oost-Souburg)
- Claverveld (Groot-Lammerenburg)
- Edisonpark (Vlissingen-Stadshavens)
- Engelse Wijk (Middengebied)
- Galgewei (Paauwenburg)
- Groot-Abeele (Oost-Souburg)
- Groote Markt (Vlissingen-Centrum)
- Het Eiland (Vlissingen-Stadshavens)
- Het Fort (Middengebied)
- Hofwijk (Groot-Lammerenburg)
- Kenniswerf (Vlissingen-Stadshavens)
- Lammerenburg (Groot-Lammerenburg)
- Nieuw-Bonedijke (Middengebied)
- Nollewijk (Middengebied)
- Oost-Souburg Centrum (Oost-Souburg)
- Oost-Souburg Oost (Oost-Souburg)
- Oude Stad (Vlissingen-Centrum)
- Paauwenburg (Paauwenburg)
- Papegaaienburg (Groot-Lammerenburg)
- Parkzicht (Middengebied)
- Ritthem (Ritthem)
- Rode Buurt (Vlissingen-Centrum)
- Rosenburg (Groot-Lammerenburg)
- Scheldebuurt (Middengebied)
- Scheldekwartier (Vlissingen-Stadshavens)
- Schildersbuurt (Middengebied)
- Schoonenburg (Oost-Souburg)
- Singel (Vlissingen-Centrum)
- Souburg-Noord (Oost-Souburg)
- Spaans Kwartier (Middengebied)
- Tuinstad (Middengebied)
- Vredehofwijk (Middengebied)
- Vrijburg (Groot-Lammerenburg)
- Westduin (Paauwenburg)
- Westerzicht (Groot-Lammerenburg)
- West-Souburg (Groot-Lammerenburg)
- Weyevliet (Groot-Lammerenburg)
- Wittewijk (Oost-Souburg)
- Zeestratenbuurt (Oost-Souburg)
- Zeewijksingel (Oost-Souburg)
- Zuidbeek (Groot-Lammerenburg)
- Zwanenburg (Paauwenburg)

### Bedrijventerreinen
- Baskensburg (Middengebied)
- Binnenhavens (Vlissingen-Stadshaven)
- Buitenhavens (Vlissingen-Stadshaven)
- Edisonpark (Vlissingen-Stadshaven)
- Souburg (Oost-Souburg-Ritthem)
- Vlissingen-Oost (Nabij Vlissingen)
- Vrijburg (Groot-Lammerenburg)

### Dorpen
- Bonedijke (voormalige heerlijkheid, nu Vlissingen)
- Groot-Abeele (buurtschap)
- Lammerenburg (voormalige buurtschap, nu Vlissingen)
- Nieuw-Vlissingen (voormalig dorp, nu Vlissingen)
- Nieuwerve (ook Nyewerve) (voormalig gehucht)
- Oost-Souburg (dorp)
- Oud-Vlissingen (ook Oudt Vlißingen) (voormalig dorp, nu Vlissingen)
- Ritthem (ook Rythem)
- Welzinge (ook Welsinge) (voormalig dorp)
- West-Souburg (dorp in de woonplaats Vlissingen)

### Verdwenen wijken, straten en architectuur

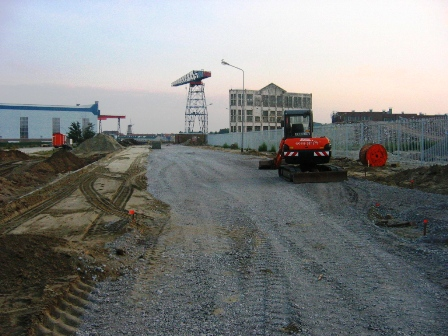
Voormalige Koningsweg Vlissingen begin 21ste eeuw, in 2015 omgedoopt tot De Willem Ruysstraat

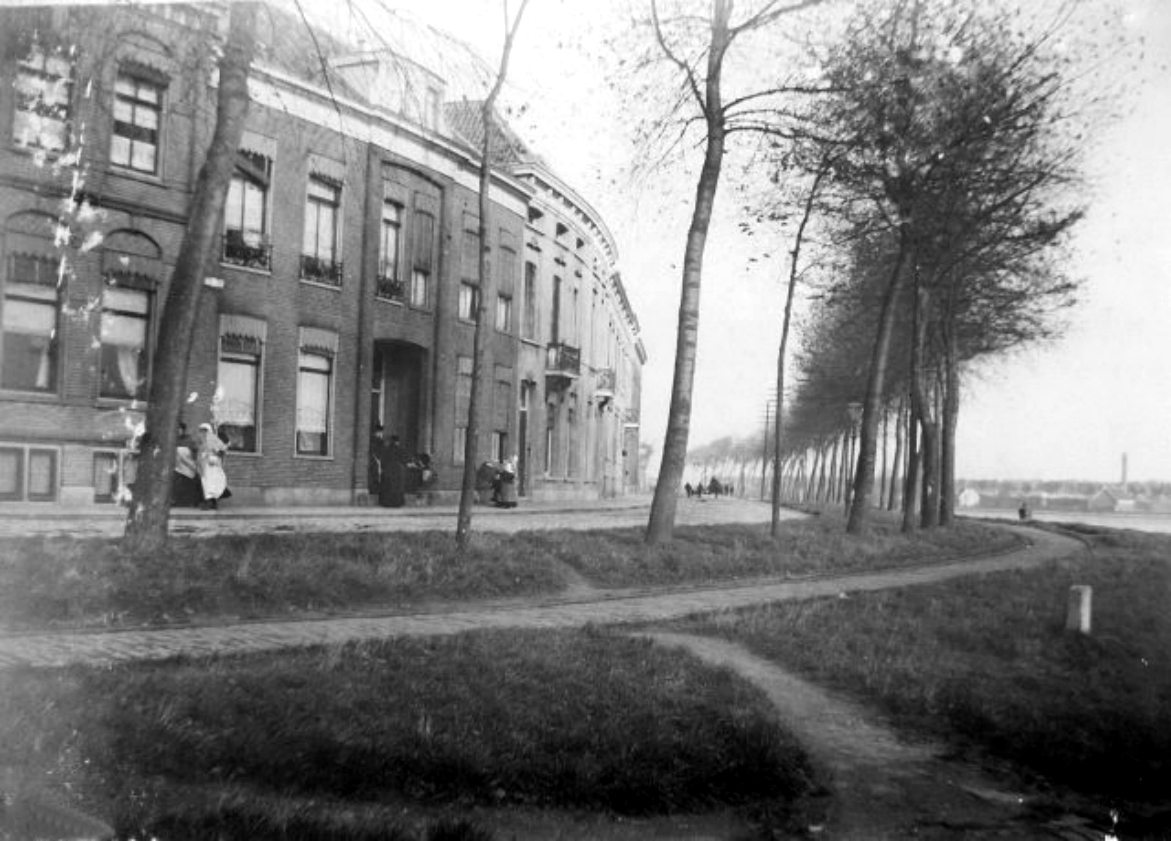
Koningsweg Vlissingen begin 20ste eeuw

- Bonedijkestraat (nu Salvador Dalistraat, Pablo Picassoplein, Nieuw-Bonedijkelaan), Cruquiusstraat (nu Antoni Gaudipark), Keldermanstraat, Dirk Dronkersstraat (sanering middengebied)
- De Tachtig Plagen (op Het Eiland)
- Havendorp (op de kop van de Buitenhaven) vanaf 1965
- Koningsweg, Peperdijk, Houtkade, Wijnbergsekade, Dokkade (door uitbreiding De Schelde)
- Nieuwe Markt (nu Stadhuisplein)
- Noordstraat, Kromme Elleboog (door sanering binnenstad)
- van Dishoeckhuis
- Pier van Vlissingen
- Sint-Jacobus de Meerderekerk (Wilhelminastraat)
- Vliegpark Vlissingen
- Bioscoop Alhambra

De straatnamen Koningsweg, Peperdijk, Houtkade en Dok van Perry zijn teruggekomen in de nieuwe wijk Scheldekwartier. De naam Havendorp is in 2019 teruggekomen bij de herinrichting van de Buitenhaven als Havendorpweg.

### Buitenplaatsen
- Bon Repos (woonhuis; 1647-1814, boerderij; 1647-heden) (Gerbrandystraat)
- Bossenburg
- Grooten Boomgaard (1610-1813)
- Het Park St. Aldegonde (17..-heden) (West-Souburg)
- Lammerenburg (1633-19..)
- Paauwenburg (1585-1816)
- Swanenburg (1633-1940) (Zwanenburg)
- Veldzigt (Edisonweg/Prins Hendrikweg)
- Vlugtenburg (1625-heden) (Oost-Souburg)

## Stadsprofiel

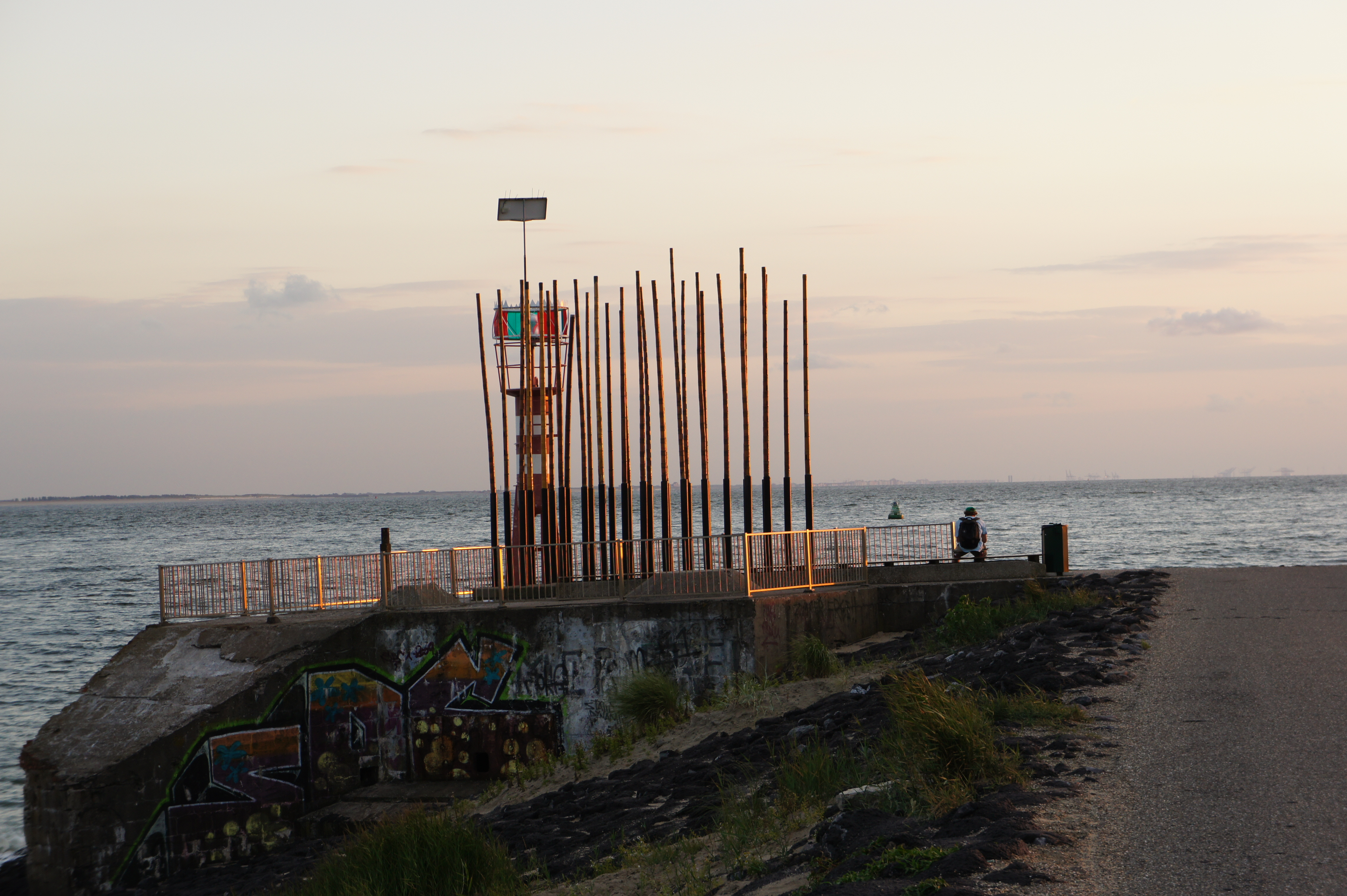
Het windorgel in Vlissingen

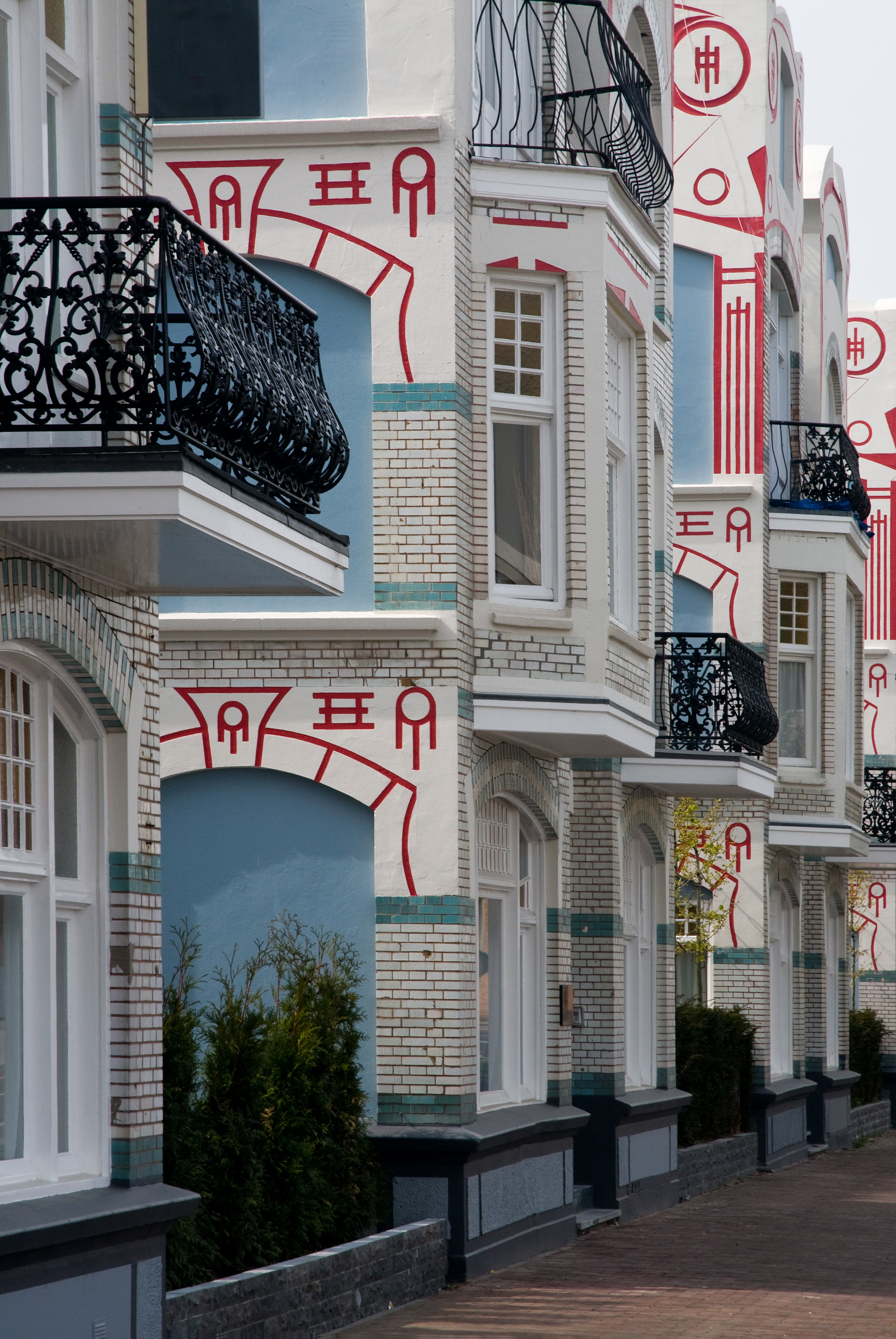
Loodsenhuizen in jugendstil

Vlissingen is met het beschermde stadsgezicht een van de zeventien beschermde stads- en dorpsgezichten in Zeeland. In de zomermaanden trekken de Boulevards, het Nollestrand en het Badstrand veel recreanten, zo'n 300.000 mensen per jaar. Op de zuidelijke pier staat het Vlissingse windorgel, dat bestaat uit bamboepijpen (met diverse gaten). Bij krachtige wind klinkt dit vagelijk als een koor.
Het oude centrum telt zo'n 300 monumenten, waardoor de stad de 30e monumentenstad van Nederland is. De stad heeft door zijn ligging aan de Westerschelde, en mede door deze monumenten uit een roemrucht verleden, een maritiem karakter. De Westerschelde kent veel ondiepe plekken waardoor bij de meeste schepen een loods aan boord komt. Vanaf de boulevards is de beloodsing van schepen goed te volgen.

### Monumenten
In de gemeente zijn er een aantal rijksmonumenten en oorlogsmonumenten, zie:
- Lijst van rijksmonumenten in Vlissingen (gemeente)
- Lijst van rijksmonumenten in Vlissingen (plaats)
- Lijst van oorlogsmonumenten in Vlissingen
- Lijst van Stolpersteine in Vlissingen

### Bijzondere bouwwerken
- Beeldenhuis (Hendrikstraat)

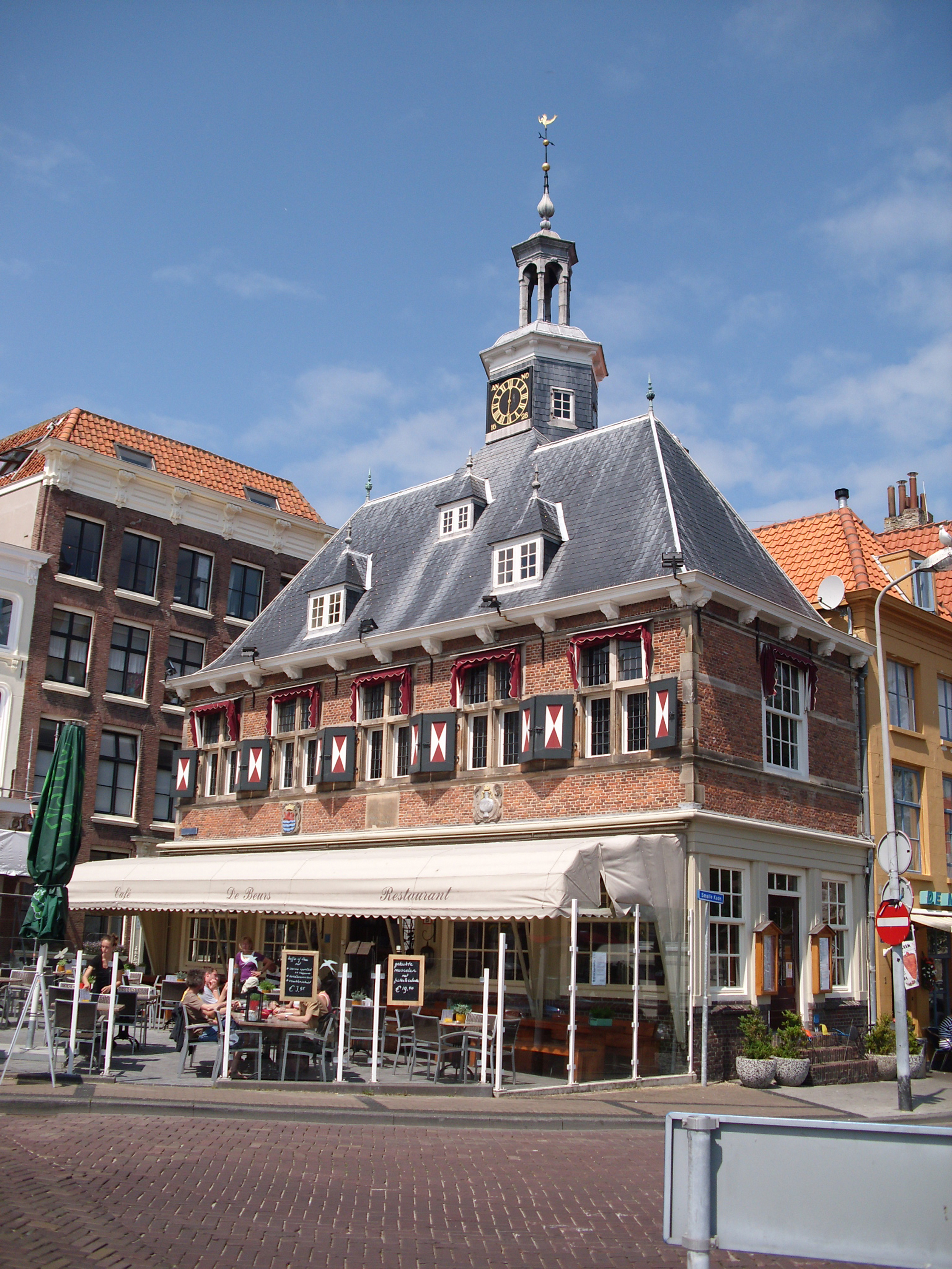
Beursgebouw

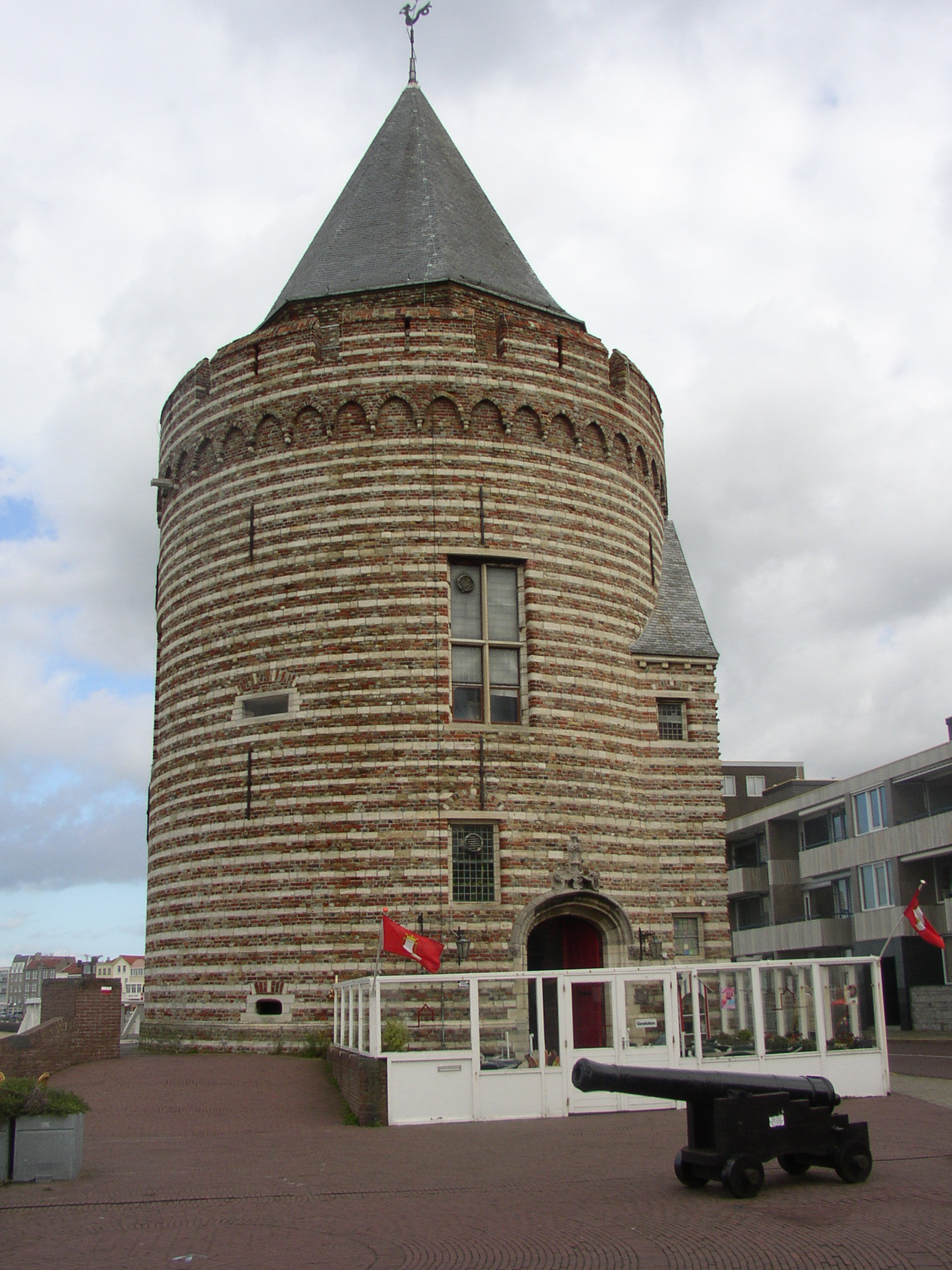
Gevangentoren

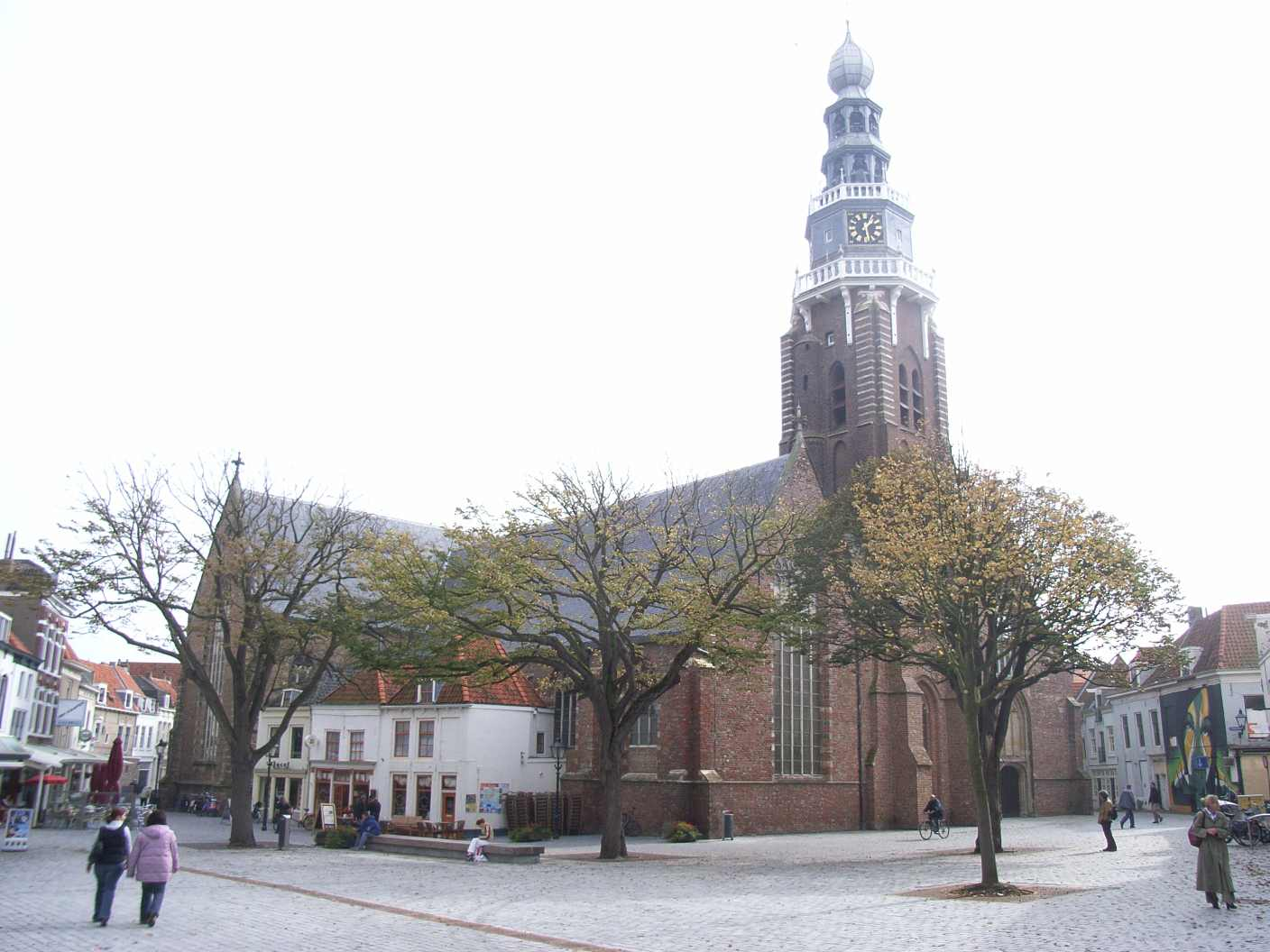
Grote of Sint-Jacobskerk

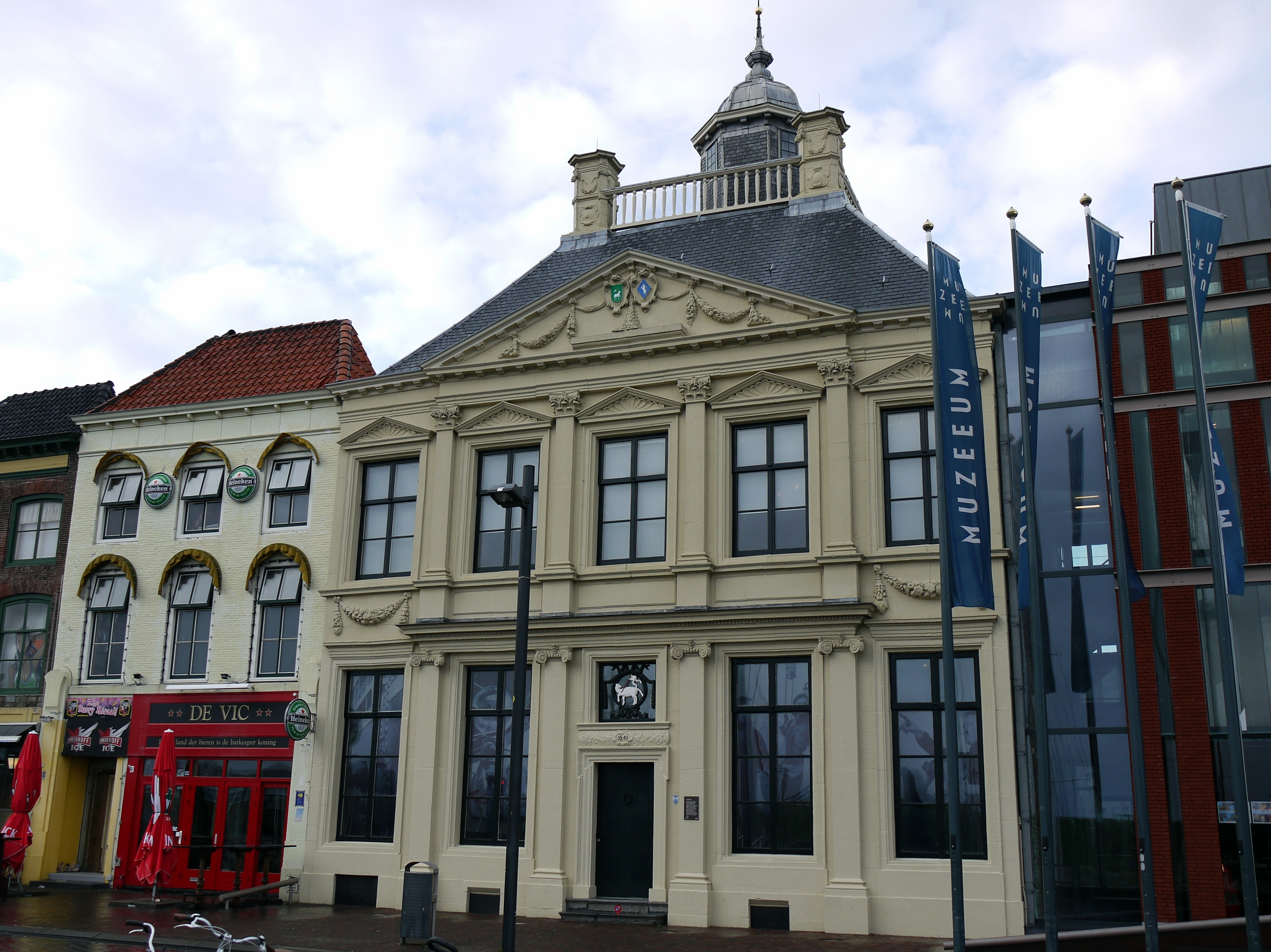
Lampsinshuis

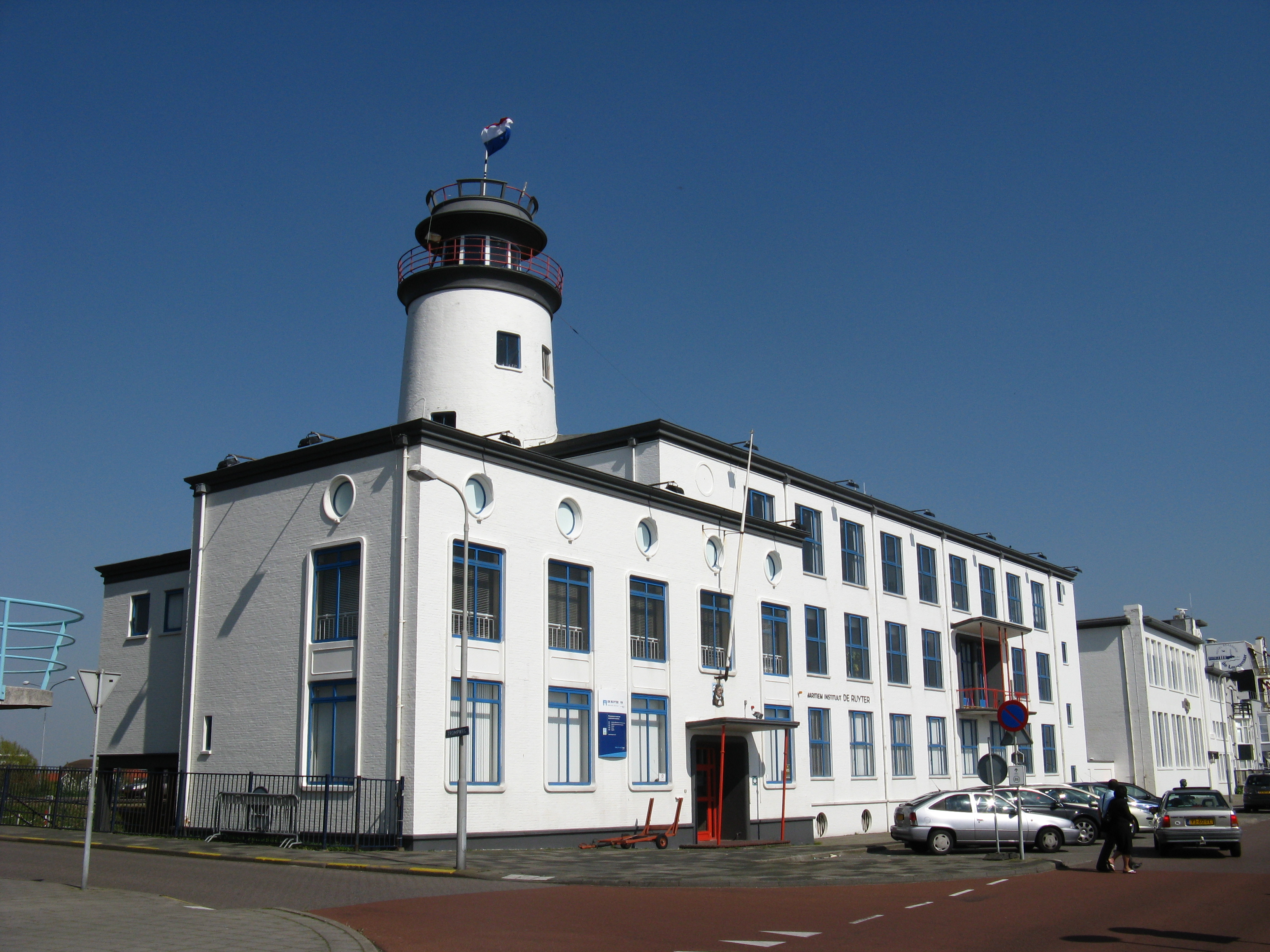
Maritiem Instituut De Ruyter

- Belgische loodshuizen (Spuistraat)
- Beursgebouw (Beursplein)
- Cinecity
- Cornelia Quackshofje (Zeemanserve) (Zeemanserve-Torenstraat)
- Dokje van Perry (Steenen Beer-Dokje van Perry-Houtkade)
- Fontein ter nagedachtenis aan Elisabeth Wolff en Agatha Deken (Bellamypark)
- Fort Rammekens (Westhavendijk)
- Joodse begraafplaatsen (Julianalaan) en (Vredehoflaan)
- Garnizoensbakkerij en Kazematten (Keizersbolwerk)
- Gevangentoren (Boulevard De Ruyter)
- Grote of Sint-Jacobskerk (Oude Markt-Achter de Kerk-Branderijstraat)
- Het Arsenaal (Arsenaalplein)
- Hoofdkantoor 'De Schelde' (Glacisstraat)
- Koopvaardijmonument (Boulevard Evertsen)
- Lampsinshuis (Nieuwendijk)
- Landingsmonument & Herdenkingsgebied Uncle Beach (Groene Boulevard-Commandoweg)
- Leeuwentrap (Badhuisstraat-Kenau Hasselaarstraat)
- Lutherse kerk (Walstraat)
- Maritiem Instituut De Ruyter (Zeevaartschool) (Boulevard Bankert-Trompweg)
- Standbeeld Michiel de Ruyter (Boulevard De Ruyter-Keizersbolwerk)
- NS-Station Vlissingen (Stationsplein)
- Onze-Lieve-Vrouw van de Heilige Rozenkrans en Sint-Jacobus de Meerderekerk (Singel-Brouwenaarstraat)
- Oostbeer (Commandoweg)
- Open Zuil (Boulevard Bankert-Boulevard De Ruyter-Coosje Buskenstraat)
- Oranjemolen (Groene Boulevard-Oranjedijk)
- Plein Vier Winden (Plein Vierwinden-Groenewoud)
- Ruïnes van Fort Saint-Hilaire/Fort De Ruyter (Oostelijke Bermweg)
- Sardijntoren (Boulevard Bankert-Naereboutplein)
- Sociëteit Unitas
- Standbeeld Vissersvrouw (Boulevard, van de hand Herman Bisschop)
- Stadhuis Vlissingen (Stadhuisplein-Paul Krugerstraat)
- Timmerfabriek Koninklijke Maatschappij De Schelde (Glacisstraat-Koningsweg)
- Watertoren (Badhuisstraat-Spuikomweg)
- Westbeer (Boulevard De Ruyter)
- Willem III-kazerne (Oranjestraat)
- Windorgel (Nollehoofd)
- Het Witte Huis/Mauritshuis (Hendrikstraat)
- Wooldhuis (Boulevard Evertsen-Kenau Hasselaarstraat)
- Zware Plaatwerkerij (Peperdijk)
- Diverse oude gebouwen in de binnenstad van Vlissingen

### Kunst in de openbare ruimte
In de gemeente zijn diverse beelden, sculpturen en objecten geplaatst in de openbare ruimte, zie:
- Lijst van beelden in Vlissingen

### Festivals
In Vlissingen vindt sinds 1992 jaarlijks op 5 mei het Bevrijdingsfestival Zeeland plaats rond het Bellamypark, Nieuwendijk en Dijktheater, met voorafgaand de Van Randwijk-lezing. Er komen jaarlijks zo'n 40.000 bezoekers op het festival af. Sinds 1999 is er in september het filmfestival Film by the Sea in Cine City, daar komen zo'n 45.000 bezoekers op af. Daarnaast vinden ook jaarlijks het straatfestival Onderstroom in het gehele centrum, Small sail (en iedere vijf jaar het grotere Sail de Ruyter) rondom de havens, Highland Games in de Karolingenburcht in Oost-Souburg en dancefeest Groove to Chill (meerdere keren per jaar) in de stad plaats. Sinds 2000 vindt het reddingsevenement Rescue Vlissingen plaats op en rond de Boulevards en de Westerschelde. Bij dit evenement worden demonstraties gegeven van ambulances, brandweer, defensie en politie. Het evenement trok in 2010 zo'n 75.000 bezoekers.

### Attracties
- Bunker Vlissingen 011-91, Oranjedijk
- Zeeuws maritiem muZEEum (MuZEEum, Kazematten, Oostbeer), Nieuwendijk 11
- Reptielenzoo Iguana, Bellamypark 31-35
- CineCity, Spuikomweg
- KipVis Kunstwerkplaats, Dreesstraat 2
- Museumschip Mercuur, Dokje van Perry
- Museum Scheldewerf (Vakbondsgebouw/Verbandkamer), Willem Ruysstraat
- Rondvaarten in de havens en op de Schelde, Stationsplein
- Speelcircus Bambini, Baskensburgplein 2
- Oostbeer (Vlissingen), Commandoweg
- Panorama Walcheren (OLV-kerk), Brouwerijstraat
- Watertaxi & Zeesafari, Stationsplein, Tweede Binnenhavenweg, Houtkade
- Zonnetrein (tussen Station Vlissingen en het Nollebos via centrum)

### Winkelen

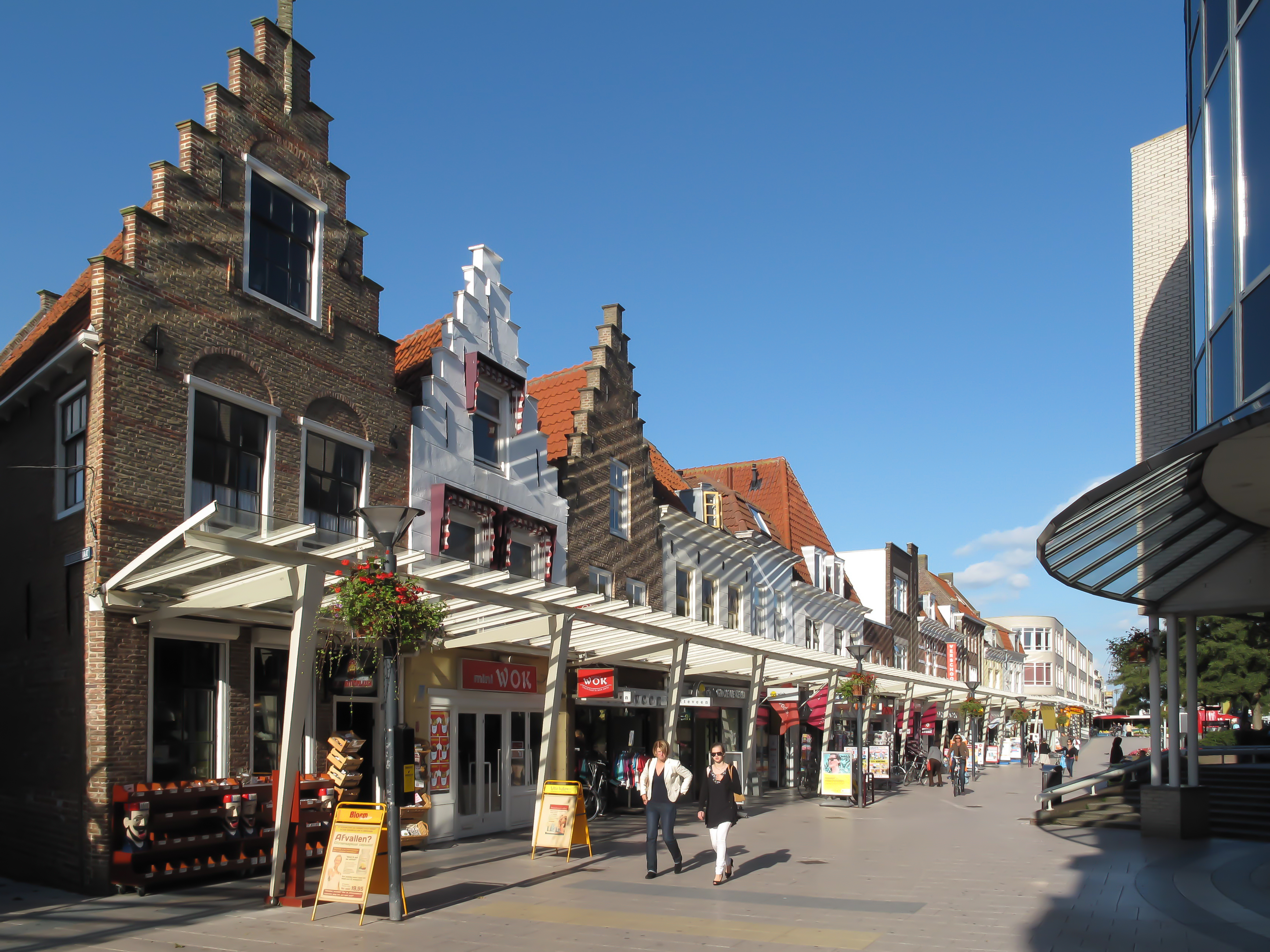
Walstraat in het centrum

In de wijken Pauwenburg, Papegaaienburg en het Spaans Kwartier zijn kleine winkelcentra. De belangrijkste winkelgebieden in de gemeente Vlissingen liggen in het centrum van Oost-Souburg (Kanaalstraat, Paspoortstraat en Oranjeplein) en het centrum van Vlissingen (Walstraat, Scheldestraat, Scheldeplein, Lange Zelke, Spuistraat en St. Jacobsstraat). In de toekomstige wijk Scheldekwartier komen ook winkels.

### Stranden
In Vlissingen zijn verschillende stranden te vinden. Het bekendste strand is het Badstrand, onderaan de Boulevards. Ook is er nog het Nollestrand dat zich bevindt tussen het Windorgel en het Nollebos. Verder zijn er nog stranden tussen het Nollestrand en Westduin. Vlak bij de Oranjemolen onder de Groene Boulevard ligt een klein strandje genaamd Uncle Beach, op dit strand landden aan het einde van de Tweede Wereldoorlog de geallieerden tijdens Operation Infatuate I. In de buurt is tegenwoordig een herdenkingsgebied gemaakt.

## Onderwijs
Naast basisscholen en scholen voor het voortgezet onderwijs is er de mbo-instelling Scalda (voorheen: ROC Zeeland) en de HBO instelling HZ University of Applied Sciences (voorheen: Hogeschool Zeeland) die diverse opleidingen en een steunpunt voor de Open Universiteit herbergt. Scalda en de HZ zijn gevestigd in het gebied dat ook wel Kenniswerf wordt genoemd. Er zijn plannen om een campus in Vlissingen-Stadshaven (Kenniswerf) op te richten, hier zouden bedrijven en de HZ/Scalda samen moeten gaan werken. Aan de Boulevard staat de vroegere Zeevaartschool die maritiem onderwijs biedt op zowel hoger als middelbaar niveau. Dit oude gebouw heeft een rijke historie, en heeft door de jaren heen vele mensen voorbereid op het varende bestaan. In het kenmerkende gebouw komt binnenkort een Zorgboulevard. De zeevaartschool zal zich in nieuwbouw van 7 verdiepingen hoog op de Boulevard vestigen.
Voortgezet onderwijs in Vlissingen:
- Christelijke Scholengemeenschap Walcheren (Locatie Bestevaêr: Bossenburghpad)
- Scheldemond College (Weyevlietplein)

## Zorg
Tegenwoordig is er in Vlissingen één ziekenhuis, het Admiraal de Ruyter Ziekenhuis (ADRZ). Dit ziekenhuis is gesitueerd aan de Koudekerkseweg. Het gebouw grenst aan het Zuidwest Radio Therapeutisch Instituut (ZRTI), dit instituut is gespecialiseerd in radiotherapie. Voorheen waren er meerdere ziekenhuizen in Vlissingen, namelijk het Gasthuis (Hellebardierstraat) het katholieke Sint Josephziekenhuis (Glacisstraat-Van Dishoeckstraat) en het protestante Bethesdaziekenhuis (Koudekerkseweg). Deze ziekenhuizen fuseerden tot Ziekenhuis Walcheren dat bestond tot 2010. Ziekenhuis Walcheren fuseerde op 1 januari 2010 met het Oosterscheldeziekenhuis in Goes, het Zweedse Rode Kruis Ziekenhuis in Zierikzee en het poliklinische Medisch Centrum in Middelburg tot het Admiraal De Ruyter Ziekenhuis. Het ziekenhuis bevindt zich nog in het gebouw van het vroegere Bethesdaziekenhuis, maar is in de loop der tijd flink uitgebreid.

## Verkeer en vervoer

### Treinverbindingen

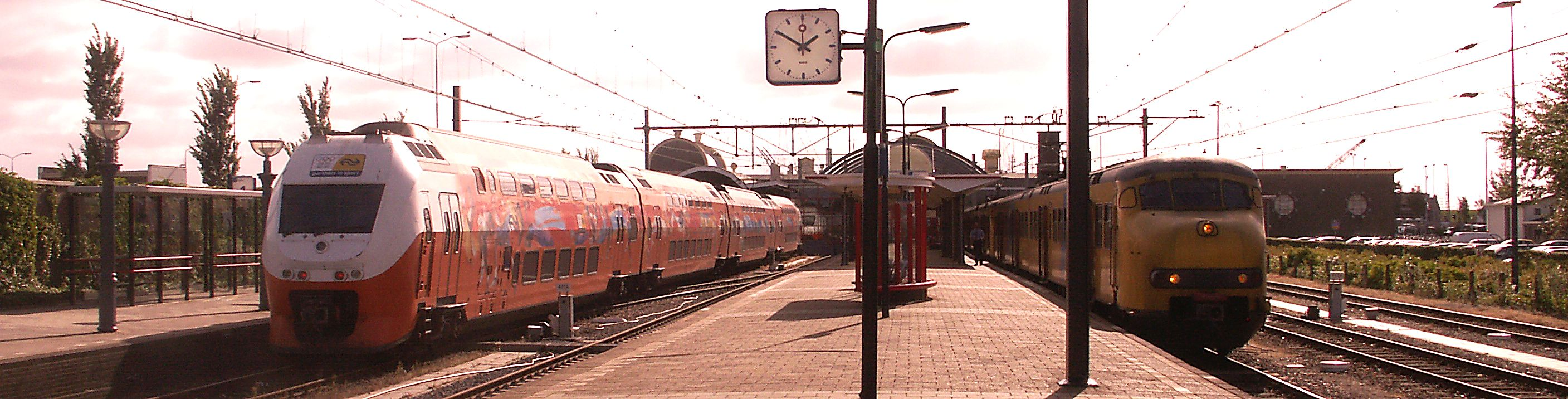
Perrons van station Vlissingen

Vlissingen is het eindpunt van de Zeeuwse Lijn. Vlissingen heeft twee treinstations, station Vlissingen Souburg en station Vlissingen (vroeger Station Vlissingen Haven). In de 19e eeuw was er ook een station Vlissingen Stad. Op de huidige stations stopt sinds de dienstregeling van 2013 twee keer per uur een intercity, waar eerst één keer per uur een stoptrein en een intercity stopte. Station Vlissingen heeft als verzorgingsgebied het zuiden van de stad en West-Zeeuws-Vlaanderen, station Vlissingen Souburg verzorgt Oost-Souburg en de noordelijke gebieden van Vlissingen.
Vanaf Vlissingen en Vlissingen Souburg is er een rechtstreekse verbinding met onder andere Roosendaal, Rotterdam, Den Haag en Amsterdam. Weliswaar is de reistijd met tien minuten vergroot, doordat de intercity stopt op alle stations in Zeeland, aangezien de stoptrein met ingang van de dienstregeling van 2013 is vervallen.
Vanaf 2013 reden er gedurende vier jaar in de avonduren en op zondagochtend rechtstreekse treinen naar Leeuwarden en Groningen. Vlissingen was over het spoor dus rechtstreeks verbonden met 7 provinciehoofdsteden, te weten: Middelburg, Den Haag, Lelystad, Assen, Zwolle, Leeuwarden en Groningen. Van 10 december 2017 tot 11 december 2021 reed eenmaal per dag een intercity naar Roosendaal die onderweg slechts enkele keren stopt. In Roosendaal volgt koppeling met de reguliere intercity naar Rotterdam en Amsterdam.
Sinds 12 december 2021 stopt de intercity naar Amsterdam op school-/werkdagen overdag 1 keer per uur op alle Zeeuwse stations, en 1 keer per uur alleen op intercitystations. Om elk Zeeuwse station in die periode een halfuurbediening te kunnen geven rijdt er ook een sprinter tussen Vlissingen en Roosendaal.
Er zijn in het verleden twee tramlijnen in Vlissingen geweest, de tramlijn Vlissingen - Middelburg en de tramlijn Koudekerke - Vlissingen.

### Autowegen
De A58/E312 biedt een verbinding met Goes en Bergen op Zoom. De autosnelweg loopt door tot aan Eindhoven en wordt als belangrijkste verkeersader van Zeeland gezien. De belangrijkste ontsluitingswegen van Vlissingen-Centrum zijn de Spuikomweg/Badhuisstraat - Koudekerkseweg - Sloeweg door het midden van de stad, Gravestraat - Koningsweg - Nieuwe Vlissingseweg/Prins Hendrikweg in het oosten van de stad of de Scheldestraat - Paul Krugerstraat.

### Vaarwegen
Het Kanaal door Walcheren komt via twee schutsluizen naast elkaar uit in de Westerschelde: een kleine aan de noordzijde en een grote aan de zuidzijde (het kanaal ligt aan de westzijde en maakt verderop een bocht naar het noorden). Voetgangers kunnen over de sluisdeuren het kanaal oversteken. Aan de noordzijde ligt station Vlissingen, met daarnaast aan de oostzijde de aanlegplaats voor de hieronder vermelde veerdienst.

### Veerdienst
Westerschelde Ferry verzorgt een veerdienst voor fietsers en voetgangers naar Breskens; er wordt vooral van dit vervoer gebruikgemaakt door Zeeuws-Vlaamse scholieren, en door toeristen, die dit vaak als een boottochtje zien. Sinds de opening van de Westerscheldetunnel in maart 2003 is er geen autoveerdienst meer. Sinds 2012 vaart tussen station Vlissingen en het dok in het Scheldekwartier een watertaxi via de binnenhavens van de stad.

### Voormalige veren naar Engeland
Tussen 1875 en 1939 en tussen 1974 en 1994 had de stad een dagelijkse passagiers- en vrachtveerdienst met Engeland. Van 1875 tot en met 1939 werd deze uitgevoerd door de Stoomvaart Maatschappij Zeeland (SMZ) op achtereenvolgens Sheerness, Queenborough, Folkestone en Harwich. Vanwege het uitbreken van de Tweede Wereldoorlog werd de veerverbinding gestaakt. Na de oorlog kon de dienst als gevolg van de zwaar beschadigde haven niet vanuit Vlissingen hervat worden en werd de lijn verplaatst naar Hoek van Holland. Van 1974 tot en met 1994 was de bestemming weer Sheerness en was de exploitatie in handen van Olau Line. Door de economische teruggang in Engeland en de groeiende concurrentie werd de verbinding op 15 mei 1994 opgeheven.

### Buslijnen
Het busvervoer in Vlissingen wordt verzorgd door Connexxion. De belangrijkste bushalte is Scheldeplein (Centrum). Ook stappen veel personen in/uit bij de haltes Ziekenhuis Walcheren, Prins Hendrikweg (HZ) en Station/Veerhaven. De volgende buslijnen rijden door Vlissingen:
- Lijn 56: Middelburg Station - Vlissingen Station/Veerhaven (via Koudekerke en Vlissingen Scheldeplein (Centrum))
- Lijn 57: Middelburg Station - Vlissingen Scheldeplein (Centrum) (via Oost-Souburg)
- Lijn 58: Middelburg Station - Vlissingen Station/Veerhaven (via West-Souburg en Vlissingen Scheldeplein (Centrum))
- Lijn 581: Middelburg Station - Vlissingen-Oost Scheldepoort (via Nieuw- en Sint Joosland)
- Lijn 633: Zierikzee Sas - Vlissingen Oude Veerhavenweg (via Burgh-Haamstede en Middelburg)
- Lijn 660: Hulst Busstation - Vlissingen Papegaaienburg (via Axel)

### Zeeland Cruise Port

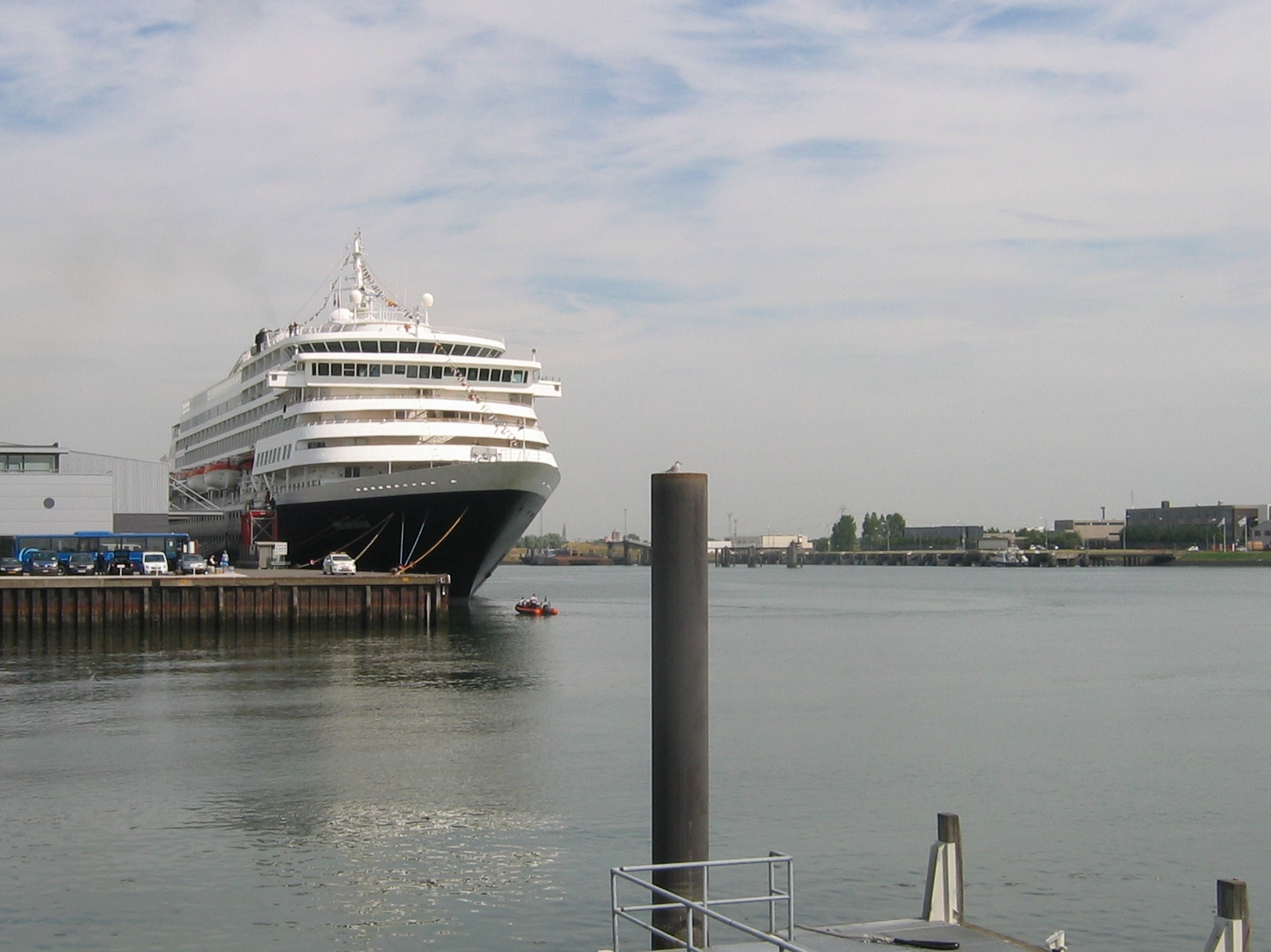
Buitenhaven met de Prinsendam

In de Vlissingse haven komt een aanlegplaats voor cruiseschepen, dit zal een toeristische impuls voor geheel Zeeland betekenen. Het eerste cruiseschip meerde in mei 2009 aan in Vlissingen-Oost, op 20 juli 2010 meerde MS Prinsendam van de Holland-Amerika Lijn af in de Vlissingse buitenhaven en op 31 mei 2011 het cruiseschip Albatros.

## Havens en industrie

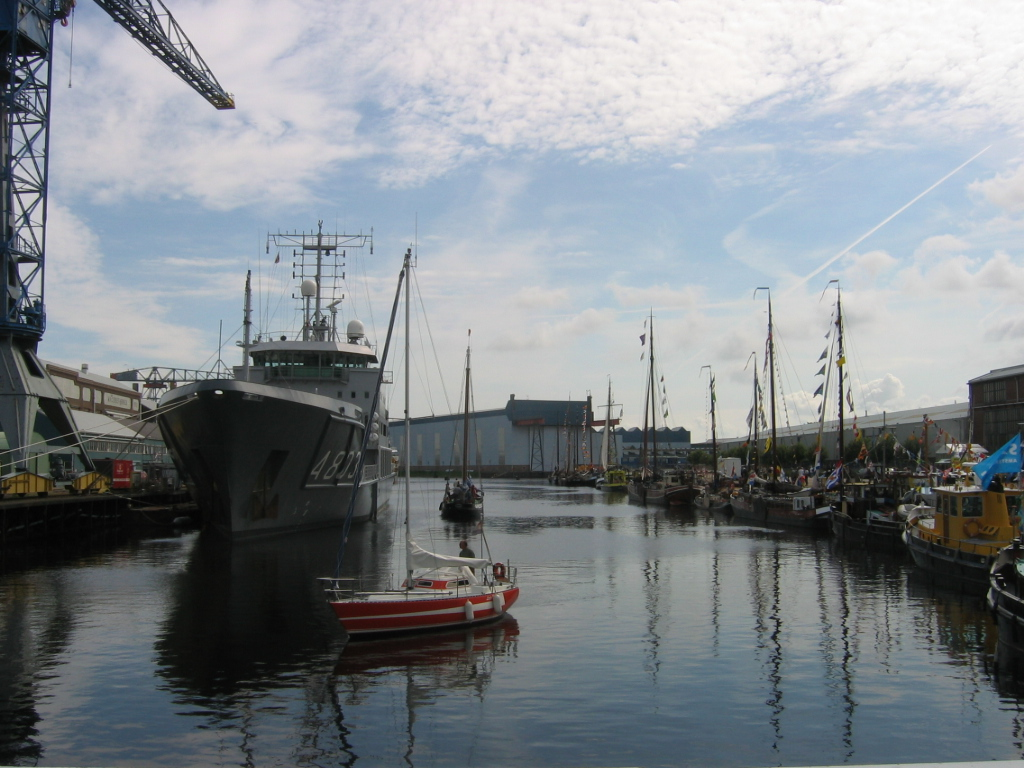
Scheldeterrein ter hoogte van de Dokhaven

Vlissingen is van oudsher een havenstad. De havenactiviteiten hebben zich in de loop der eeuwen langzaam oostwaarts verplaatst. Eerst waren er alleen havens in de stad. In de negentiende eeuw werden de Buitenhaven en achter de sluizen, samen met het Kanaal door Walcheren, de Eerste Binnenhaven en Tweede Binnenhaven aangelegd, deze havens liggen nu in de wijk Vlissingen-Stadshaven.
In de binnenhaven is de visafslag gevestigd. Hier hebben de Arnemuidse en Vlissingse kotters hun thuishaven. De vissersschepen met de code ARM zijn Arnemuids en met VLI zijn ze Vlissings.
Tussen 1961 en 1964 werd even ten oosten van Vlissingen door het indijken van het Zuid-Sloe het haven- en industriegebied Vlissingen-Oost gerealiseerd, ook vaak Sloegebied genoemd. Vlissingen is de derde haven van Nederland. In de haven van Vlissingen worden, na Rotterdam en Amsterdam, de meeste goederen overgeslagen. De aan- en afvoer bedroeg in 2007 bijna 19 miljoen ton.
Sinds 1998 werken de haven van Vlissingen en de haven van Terneuzen onder één havenschap onder de naam Haven van Zeeland, wat op 1 januari 2018 is opgegaan in North Sea Port.
In december 2012 werd bekend dat Vlissingen de wereldleider op het gebied van aluminiumopslag is. Het heeft daarmee de plaats van de Amerikaanse industriestad Detroit overgenomen.

### Marinierskazerne
Op 10 april 2012 werd bekend dat de marinierskazerne vanuit Doorn naar Vlissingen verplaatst wordt. Deze zal nabij de Buitenhaven gebouwd worden. Op Prinsjesdag 2013 werd bekend dat ook de opleiding van nieuwe mariniers naar Vlissingen verplaatst wordt vanuit Rotterdam. De nieuwe kazerne gaat de Michiel Adriaenszoon de Ruyter Kazerne (MARKAZ) gaan heten en moet in 2019 klaar zijn. Op 14 februari 2020 werd bekend dat de marinierskazerne definitief niet naar Vlissingen komt, maar naar Nieuw-Milligen verplaatst zal worden. De redenen van deze verplaatsing betreft dat de kosten hoger uitvielen dan verwacht, alle faciliteiten niet gerealiseerd konden worden en grote weerstand vanuit de mariniers om te verhuizen.

### Jachthavens
Tot op heden zijn er drie jachthavens in Vlissingen:
- De Schelde Jachthaven (Prins Hendrikweg)
- Stadshaven Schekdekwartier (Het Dok, Scheldekwartier)
- Michiel de Ruyterhaven (Nieuwendijk), ook nog bekend als Vissershaven

## Sport en recreatie
Door Vlissingen loopt de Europese wandelroute E9, ter plaatse ook Noordzeepad geheten.
Jaarlijks wordt door Stichting Schaak Walcheren het Hogeschool Zeeland Schaaktoernooi georganiseerd. Dit is een internationaal bezet schaaktoernooi. Verder liggen in de stad diverse sportvelden van voetbal- en hockeyclubs. In samenwerking met de gemeente Middelburg komt er bij Vrijburg een sportboulevard. Daar ligt ook het stadsgewestelijke zwembad.
In Vlissingen speelt de voormalige profclub VC Vlissingen, die tegenwoordig in de eerste klasse speelt. ZVV Groene Ster is een zaalvoetbalvereniging die in de Eredivisie uitkomt.

## Klimaat
Vlissingen kent een milder klimaat dan gemiddeld in Nederland. Volgens de klimaatclassificatie van Köppen heeft Vlissingen een gematigd zeeklimaat (Cbf). IJsdagen zijn zeer zeldzaam.

### Hoogste waterstanden
1. 1 februari 1953: 455 cm boven NAP
2. 6 december 2013: 399 cm boven NAP
3. 3 januari 1976: 394 cm boven NAP
4. 12 maart 1906: 392 cm boven NAP
5. 28 januari 1994: 387 cm boven NAP

## Gemeente

### College van B&W
Het college van B&W bestaat uit de volgende personen met hun portefeuilles:
- Bas van den Tillaar - burgemeester
  - Handhaving & Veiligheid, Algemeen bestuur, Communicatie, Internationaal beleid (stedenband Ambon), Horecabeleid, Juridische zaken, Wettelijke taken burgerzaken (Wet op Nederlanderschap, Kieswet, Paspoortwet, reglement rijbewijzen op grond van Wegenverkeerswet, Wet op lijkbezorging, adviezen geslachtsnaamwijziging), Basisregistratie Personen, Dienstverlening, Informatisering en Automatisering, Personeel en organisatie, Strategische agenda. (CDA)
- Albert Vader - wethouder, 1e locoburgemeester
  - Verantwoordelijk voor de samenwerkingsverbanden in het Sociaal domein: Wmo en bestuurscommissie Jeugd, centrumgemeentefunctie maatschappelijke opvang, beschermd wonen en vrouwenopvang; Orionis Walcheren; Stedenband Ambon (samen met burgemeester); Plan van aanpak Artikel 12 Sociaal domein; Ontwikkelagenda Sociaal domein (samen met wethouder Portier); Coördinerend portefeuillehouder Wind in de zeilen; Toezicht kinderopvang; Doelgroepenvervoer (GVC); Lokale inclusie agenda; Inburgering; Werk en inkomen.) (PSR)
- Geoffrey Sips - wethouder, 2e locoburgemeester
  - Beleidsterreinen: Financiën en belastingen; Havenbeheer en strand; Economie (inclusief bedrijventerreinen), Impuls en arbeidsmarkt; Mbo en Hoger onderwijs; Dierenwelzijn.
  - Projecten: Kenniswerf; Rechtmatigheidsverantwoording; Integrale herinrichting Boulevards / binnenstad; JCV & Stadslandgoed; Herinrichting boulevard Evertsen en Bankert; Ontwikkeling Stationsgebied Vlissingen. (LPV)
- Sal Cracau - Ex-wethouder, ex-3e locoburgemeester legt in februari 2024 zijn functie neer
  - Beleidsterreinen: Bereikbaarheid en verkeer, inclusief fiche Stationsomgeving; Subsidies; North Sea Port; Parkeren; Citymarketing en toerisme; Binnenstad; Cultuur; Evenementenbeleid; Nollebos-Westduinpark
  - Projecten: Scheldekwartier; Visie Arsenaalgebied; Visies Boulevards / Spuikom (SARCC); Collegeopdracht herinrichting Walstraat Noord / Scheldeplein (VVD)
- Jeroen Portier - wethouder, 4e locoburgemeester
  - Beleidsterreinen: Verantwoordelijk voor de inrichting van de nieuwe integrale Zorginfrastructuur; Jeugd; Ontwikkelagenda Sociaal domein (samen met wethouder Vader); Volksgezondheid en kerngezond-centra (tevens lid van de regiegroep) en GGD; Welzijn; Wijkgericht werken en participatie; Armoedebeleid en schuldhulpverlening; Basis- en voortgezet onderwijs; Onderwijsachterstandenbeleid en kinderopvang; Verduurzaming, klimaat en energietransitie; Project Programma Aardgasvrije wijken Panoramabuurt; Milieuhandhaving en RUD; Buurtteams. (GroenLinks)
- Coen Bertijn - wethouder, 5e locoburgemeester
  - Beleidsterreinen: Openbare ruimte, inclusief rioleringen; Omgevingswet; Wonen inclusief doelgroepen inburgering, arbeidsmigranten, vluchtelingen; Stadsvernieuwing; Ruimtelijke ordening en grexen; Sport en binnen- en buitensportaccommodaties inclusief beheer; Accommodaties en onderwijsaccommodaties; Toezicht bouwen en wonen; Afval
  - Projecten: Omgevingswet; Revitalisering gemeentelijk accommodatiebestand, inclusief deelproject organisatie; Claverveld; Kapitaalgoederen up-to-date; Souburg-Noord; Aanpak illegaal in gebruik genomen openbaar groen; Bouw scholen Souburg-Zuid; Huisvesting team Stadsbeheer Vlissingen; Aanleg glasvezelnetwerk; Aanpak woonfraude.(CDA/CU)[8]

### Gemeenteraad
De gemeenteraad van Vlissingen bestaat uit 27 zetels. Hieronder de behaalde zetels per partij bij de gemeenteraadsverkiezingen sinds 1994:
| Partij                   | 1994 | 1998 | 2002 | 2006 | 2010 | 2014 | 2018 | 2022 |
| ------------------------ | ---- | ---- | ---- | ---- | ---- | ---- | ---- | ---- |
| Partij Souburg-Ritthem   | -    | -    | 4    | 5    | 5    | 4    | 5    | 5    |
| Lokale Partij Vlissingen | -    | -    | 2    | 3    | 6    | 5    | 5    | 4    |
| PvdA                     | 7    | 7    | 6    | 8    | 4    | 3    | 1(2) | 3    |
| POV                      | -    | -    | -    | 1    | 1    | 1    | 2    | 3    |
| VVD                      | 4    | 6    | 5    | 3    | 2    | 2    | 2    | 2    |
| SGP                      | -    | -    | -    | -    | -    | 1    | 2    | 2    |
| GroenLinks               | 2    | 2    | 2    | 1    | 2    | 1    | 2    | 2    |
| SP                       | -    | 3    | 2    | 3    | 2    | 4    | 2    | 1    |
| 50PLUS => SLF            | -    | -    | -    | -    | -    | -    | 2    | 1    |
| CDA                      | 5    | 4    | 5    | 3    | 2    | 2    | 1    | 1    |
| D66                      | 4    | 2    | 1    | -    | 2    | 3    | 1    | 1    |
| ChristenUnie             | -    | -    | -    | 1    | 1    | 1    | 1    | 1    |
| FVD                      | -    | -    | -    | -    | -    | -    | -    | 1    |
| Groep Duijndam           | -    | -    | -    | -    | -    | -    | 1(0) | -    |
| RPCU                     | 2    | 2    | 2    | 1    | -    | -    | -    | -    |
| Centrum Democraten       | 3    | -    | -    | -    | -    | -    | -    | -    |
| AOV/Unie 55+             | -    | 1    | -    | -    | -    | -    | -    | -    |
| Totaal                   | 27   | 27   | 29   | 29   | 27   | 27   | 27   | 27   |

## Bekende inwoners

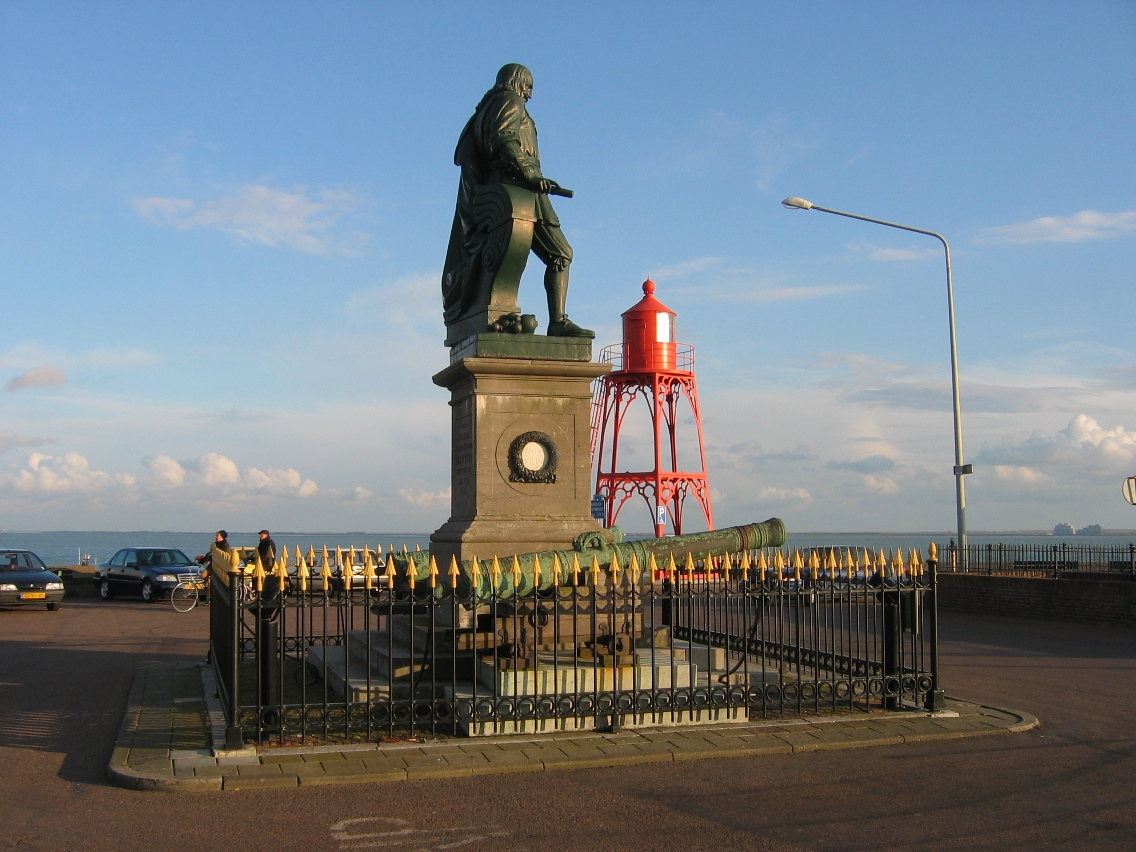
Standbeeld Michiel de Ruyter op het Keizersbolwerk

## Zustersteden
Vlissingen heeft drie stedenbanden:
- Ambon (Indonesië)
- Govan Mbeki (Highveld East) (Zuid-Afrika)
- Taganrog (Rusland)

## Media
Op de Kenniswerf in de oude PZEM-centrale is de Provinciale Zeeuwse Courant (PZC) gevestigd geweest van 2014 tot medio 2023. De krant is nu gevestigd in Middelburg.
De regionale omroep van Zeeland, Omroep Zeeland, is sinds de oprichting gevestigd in het oude gemeentehuis van Oost- en West-Souburg.
De lokale omroep van de gemeente Vlissingen is sinds 2013 W-FM, wat staat voor Walcheren FM.

## Trivia
- Het (later verfilmde) boek De vierde man van Gerard Reve speelt zich af in Vlissingen, met name in het Stedelijk Museum Vlissingen.
- Over Vlissingen wordt gezongen in het lied Aan de kust van BLØF.
- Vlissingen behoort tot de meest gebombardeerde steden van Nederland. De stad werd gedurende de Tweede Wereldoorlog 84 dagen gebombardeerd.
- De landelijke intocht van Sinterklaas is twee keer vanuit Vlissingen uitgezonden, in 1965 en in 1975. In beide jaren met Vlissinger Adrie van Oorschot.
- Voor de Nederlandse versie van de komedie Smoorverliefd werden opnamen gemaakt op de Boulevards en het Bolwerk in Vlissingen.
- Koning Willem-Alexander voert de adellijke titel Markies van Veere en Vlissingen. Zie Titels Nederlandse koninklijke familie.
- Lilian Janse werd bij de gemeenteraadsverkiezingen 2014 de eerste vrouw ooit op een SGP-kandidatenlijst. Tevens werd zij de eerste vrouwelijke lijsttrekker van een SGP-afdeling. Met haar kandidatuur behaalde de partij voor het eerst een zetel in de gemeenteraad van Vlissingen.

## Fotogalerij

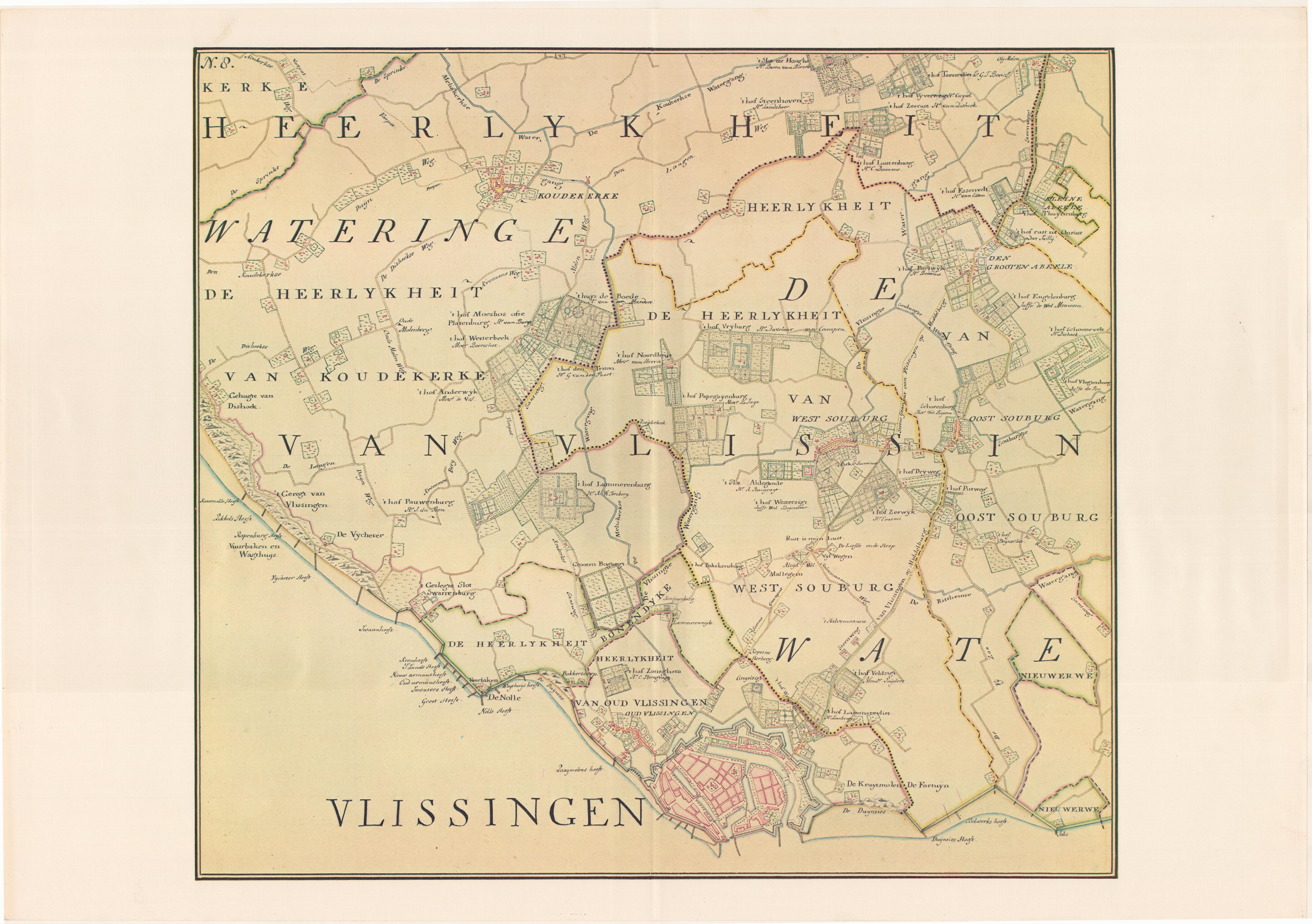
Omgeving van Vlissingen rond 1750
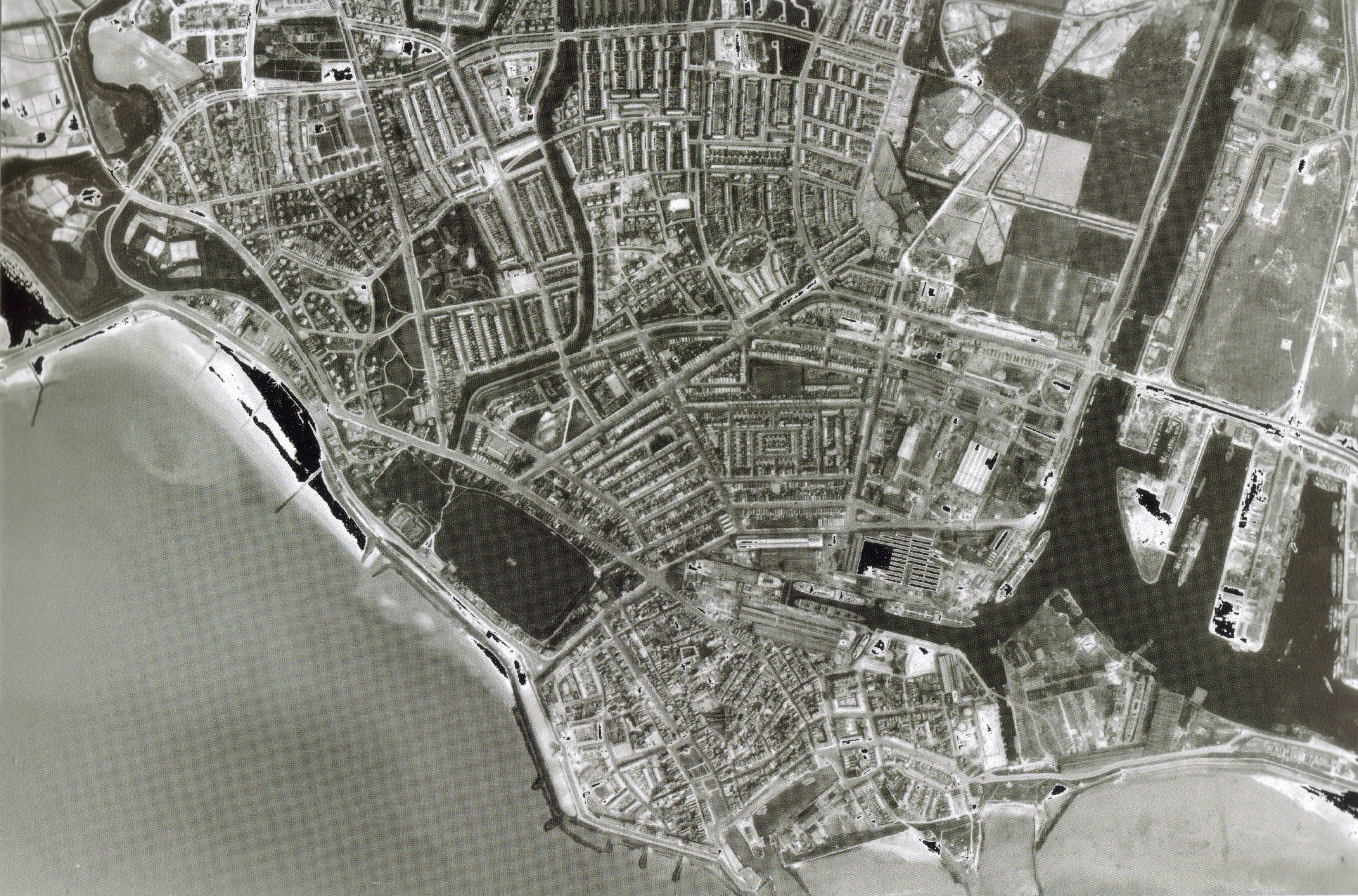
Vlissingen 1960
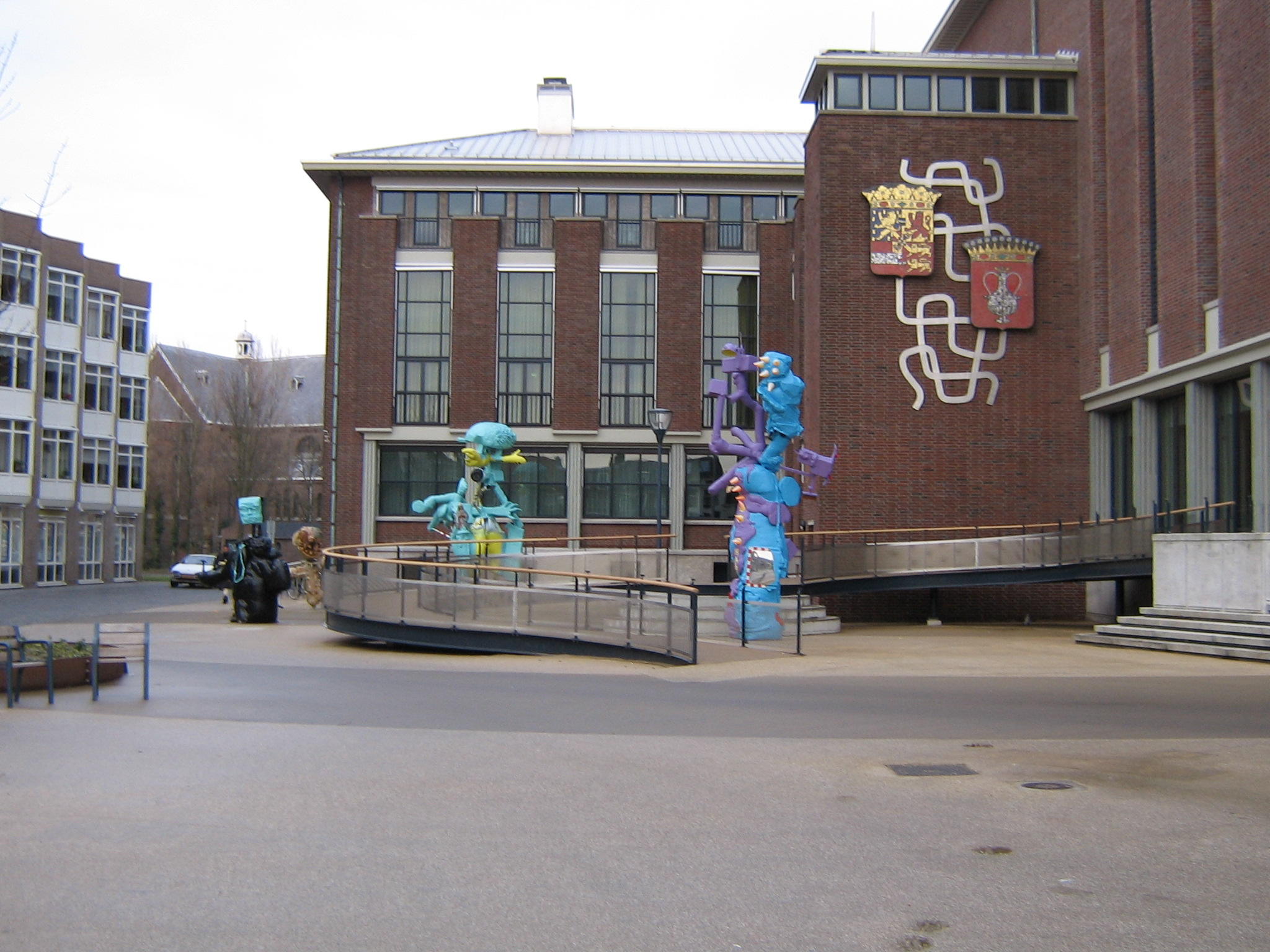
Detail Stadhuis Vlissingen
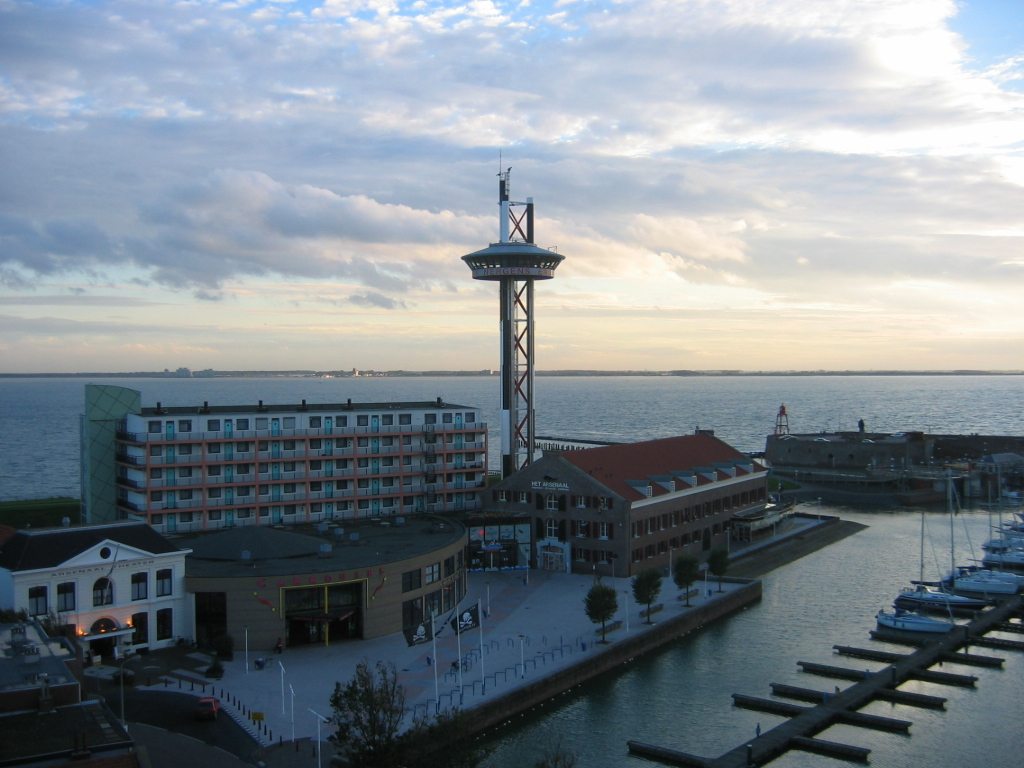
Het Arsenaal
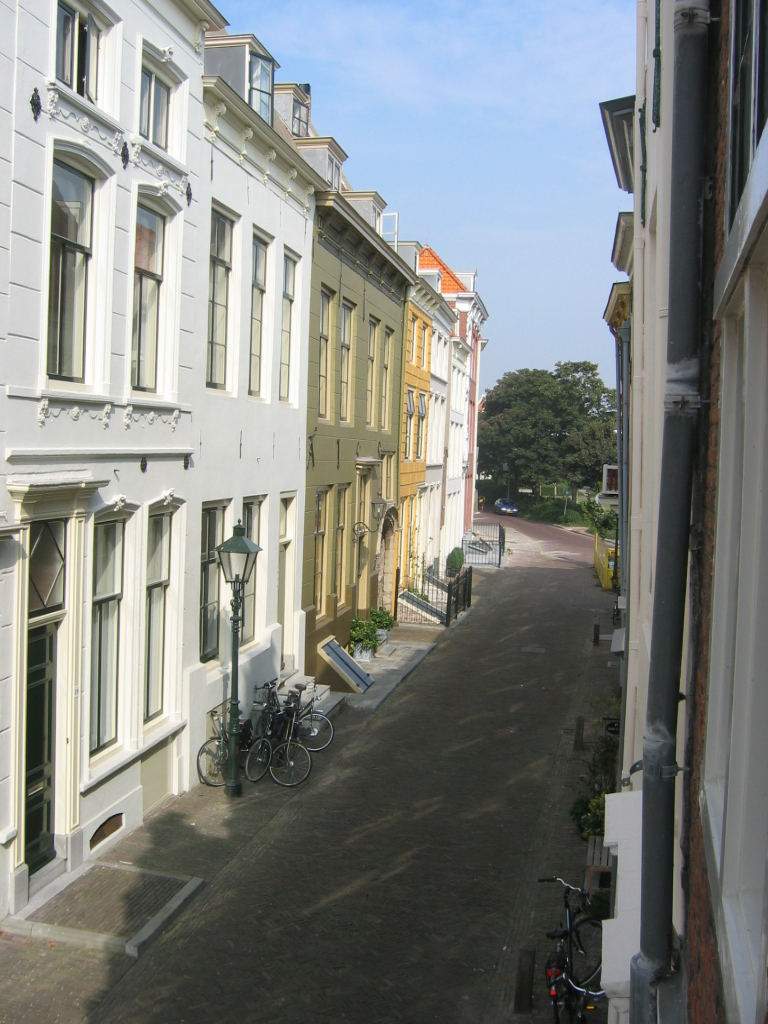
Beursstraat nabij het Bellamypark
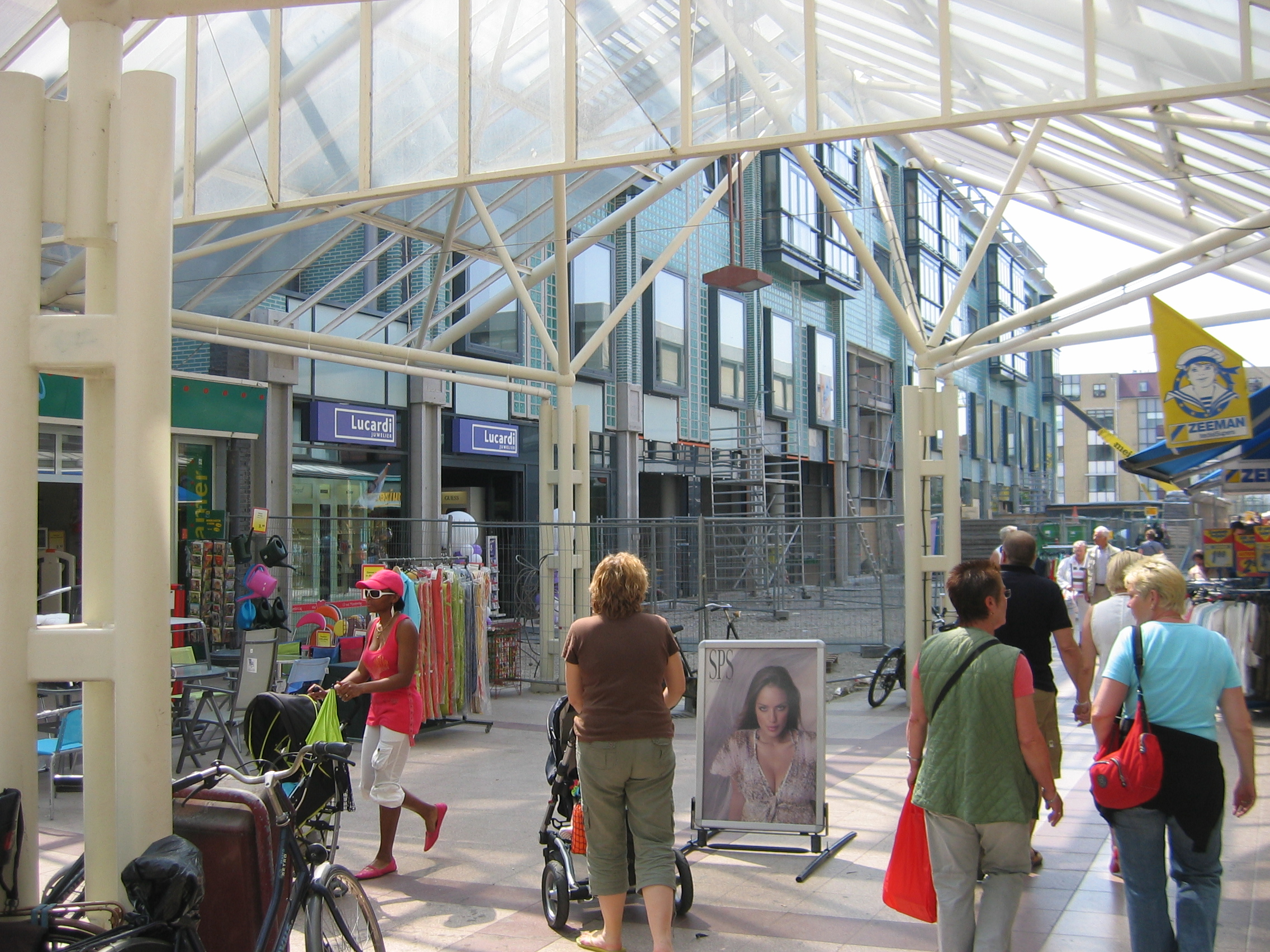
Winkelstraat Lange Zelke
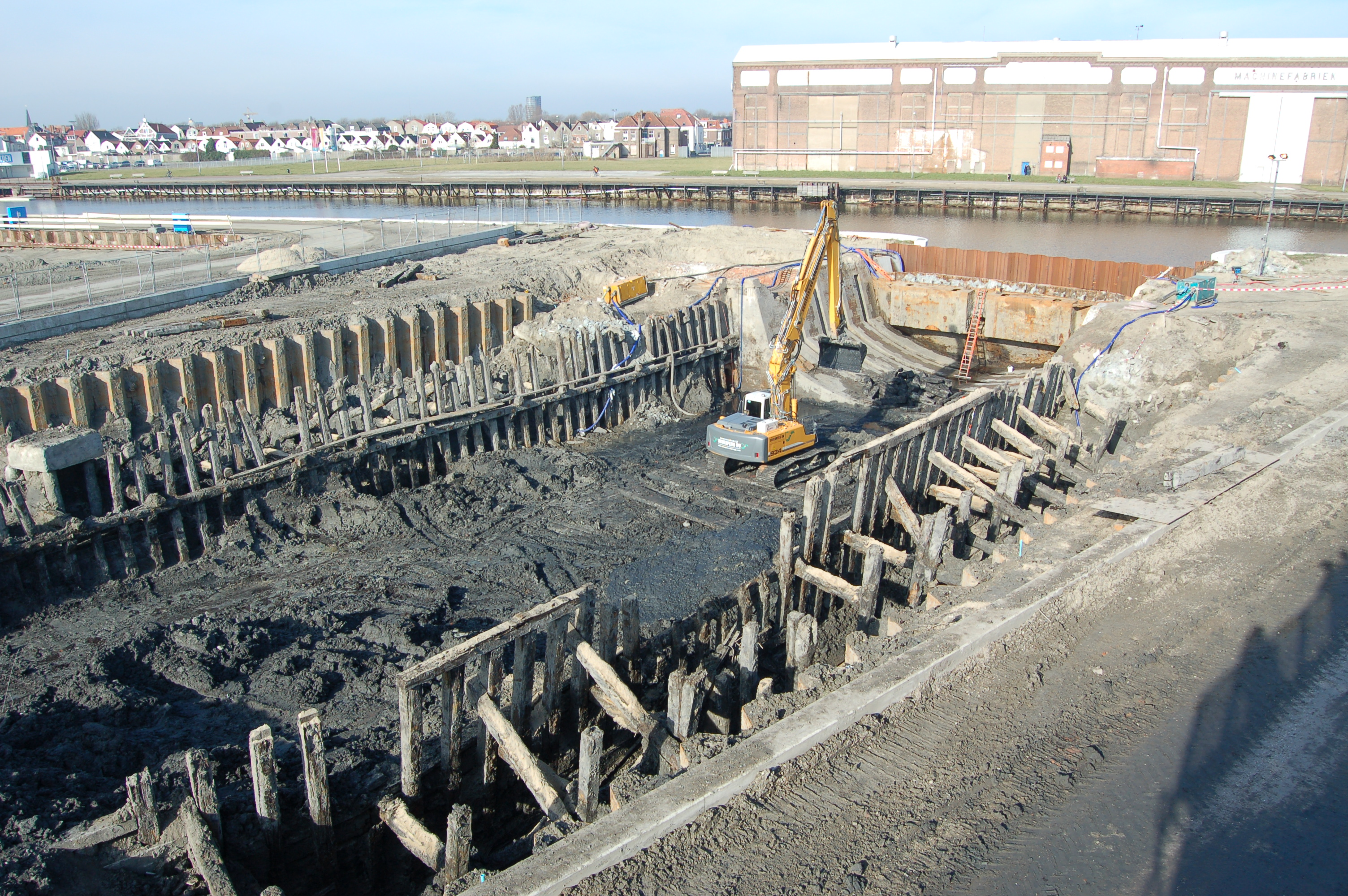
Het uitgegraven Dokje van Perry in februari 2011
- De Zweedse ertstanker Vittangi is voor de kust van Vlissingen op de Leugenaarsbank aan de grond gelopen (1957).
- Vissersvlootrevue op de Schelde bij Vlissingen (1933)
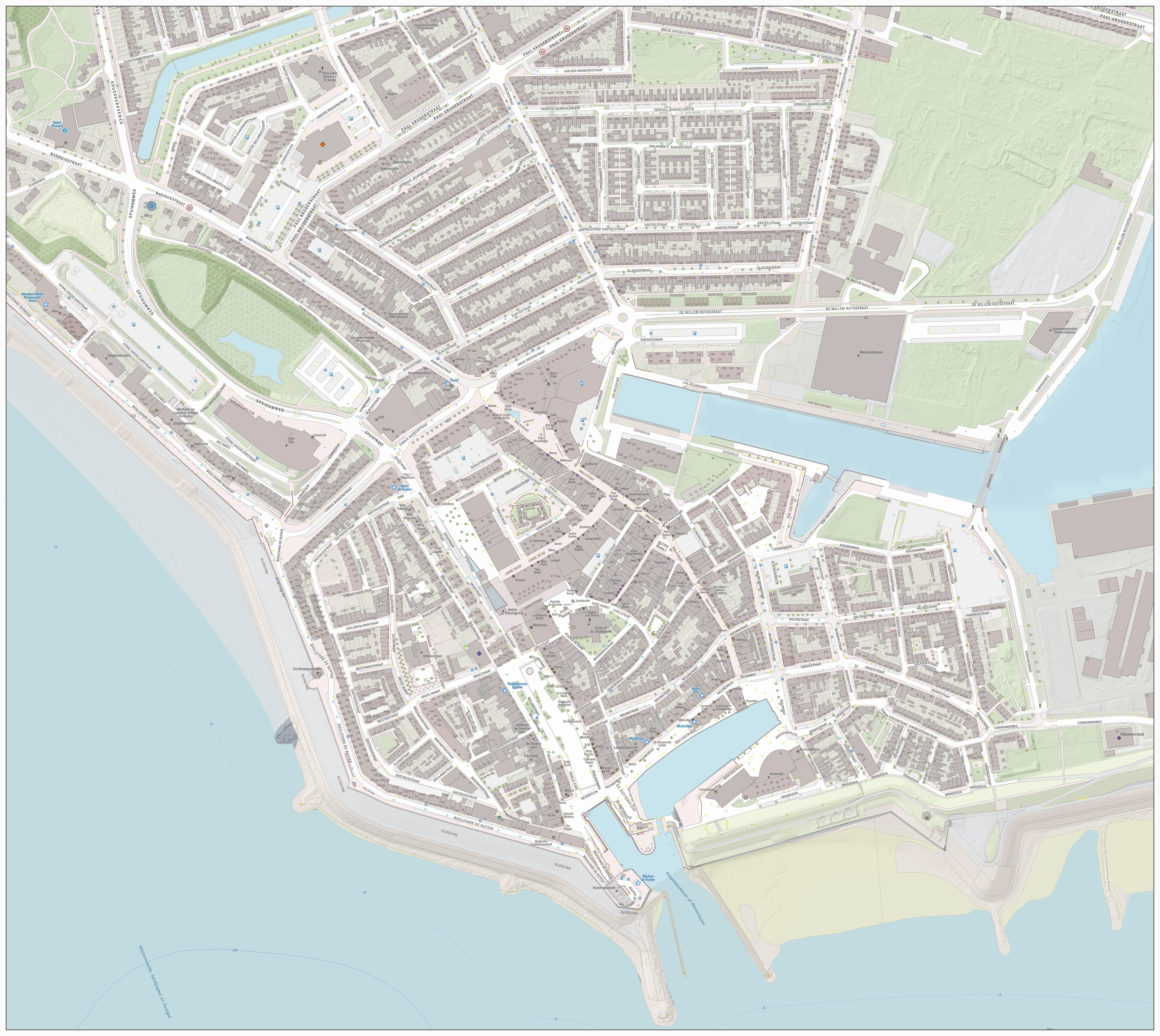
Oude centrum van Vlissingen, met bezienswaardigheden
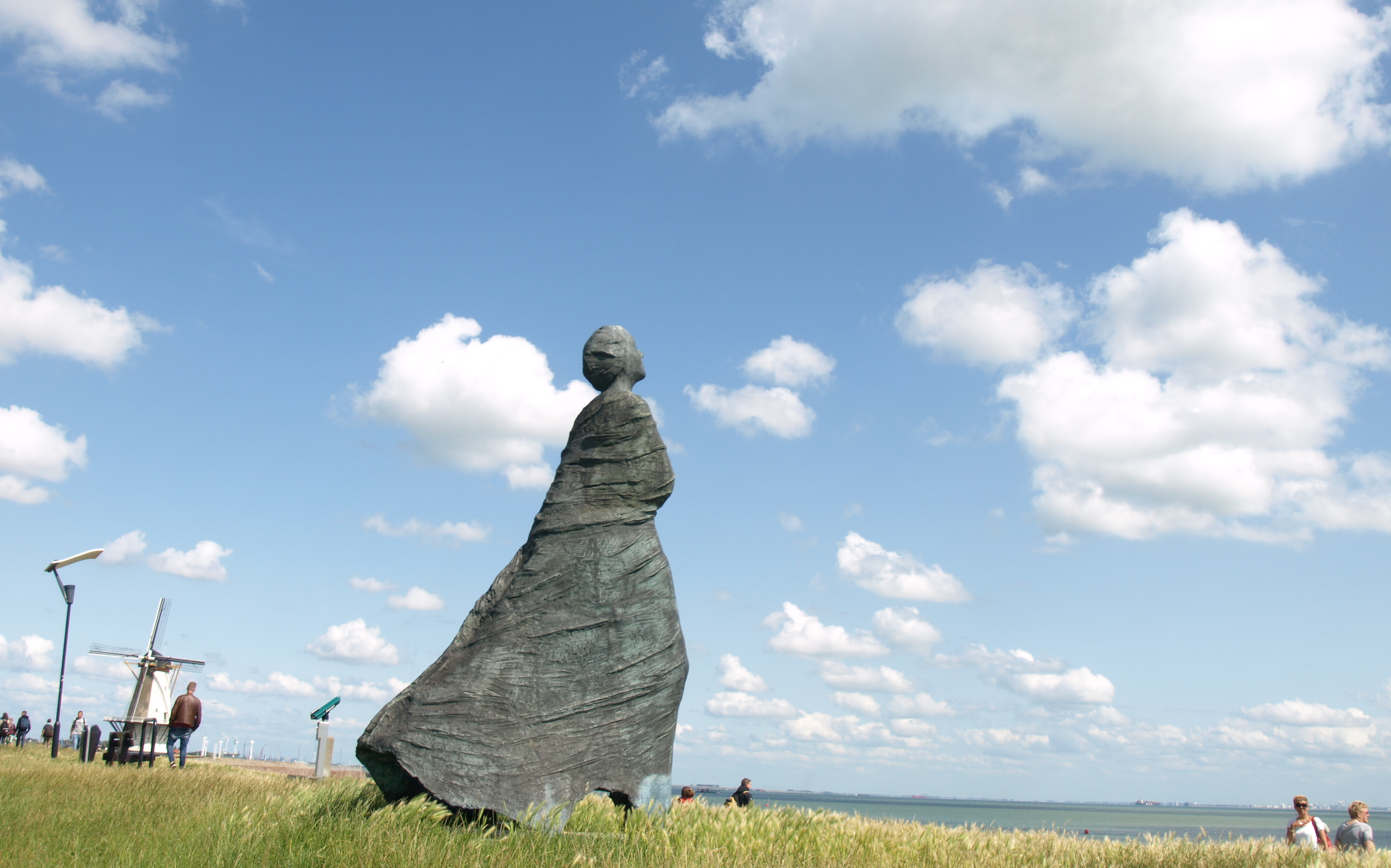
Vissersvrouw, standbeeld op de Groene Boulevard; uit 1986 van kunstenaar Herman Bisschop uit Aardenburg